# Soul

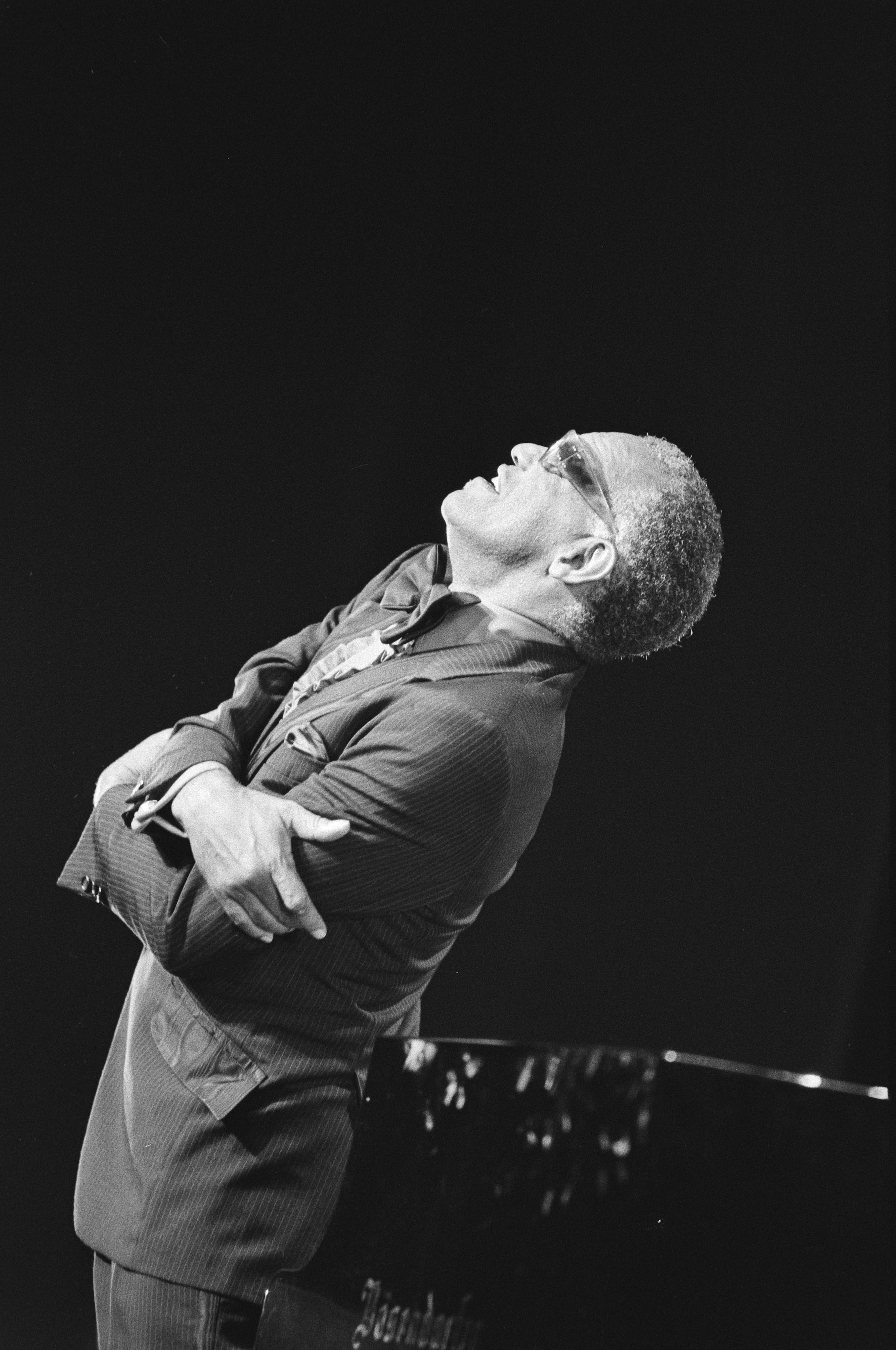
Ray Charles (1983)

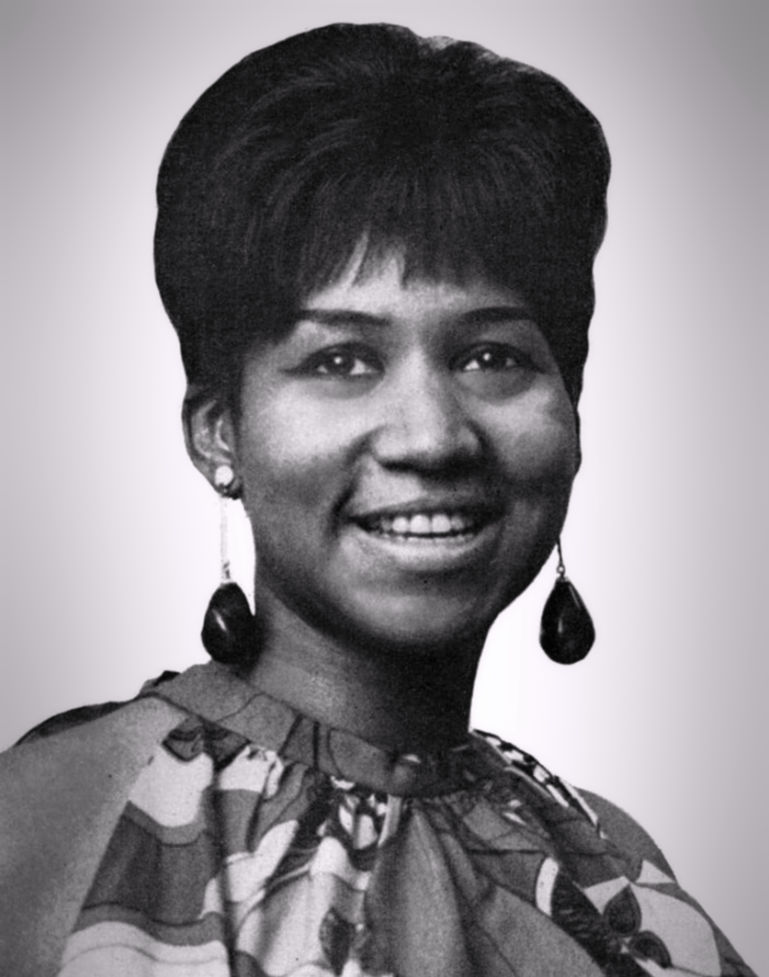
Aretha Franklin (1967)

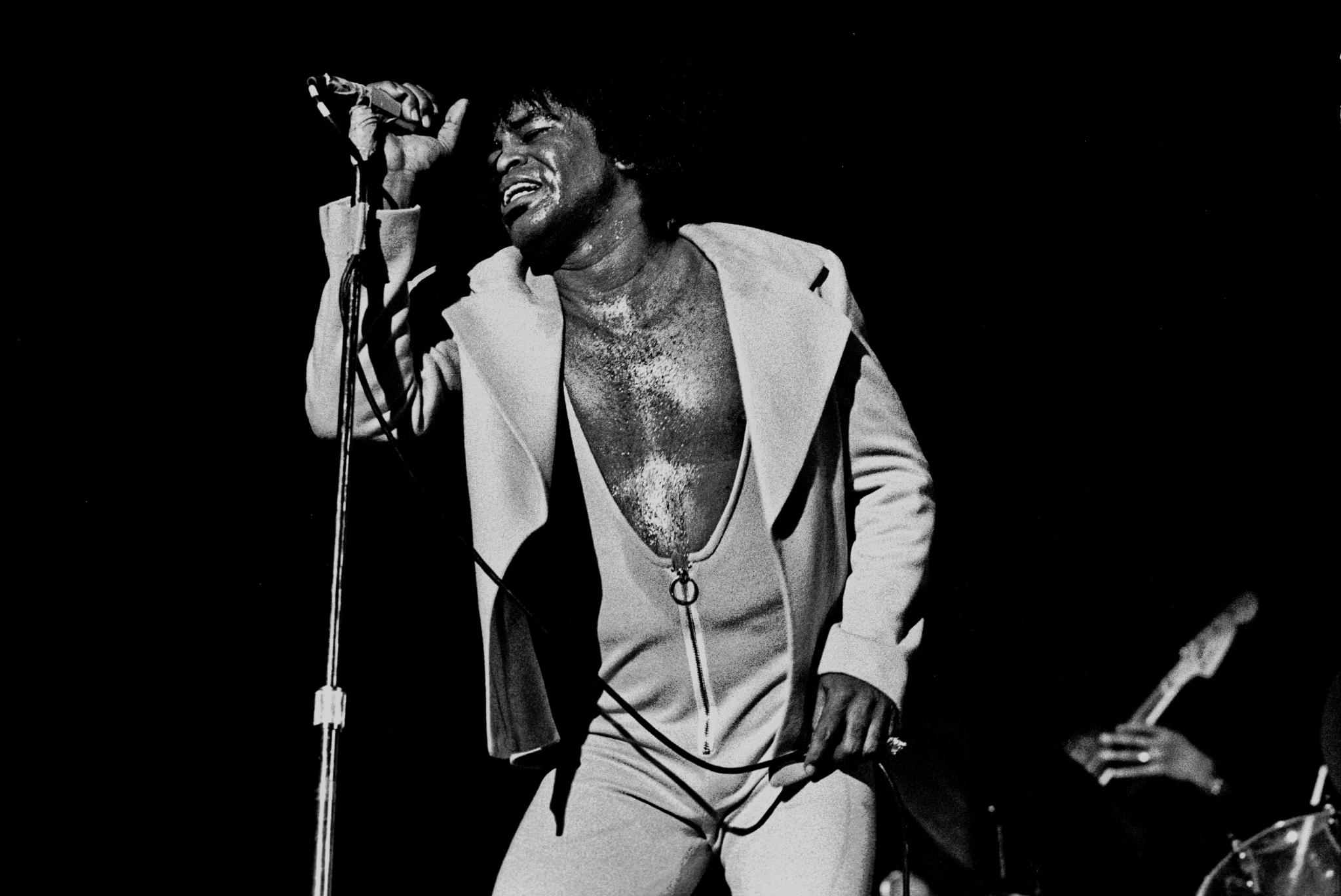
James Brown, 1973 in Hamburg

Soul bezeichnet eine Hauptströmung der afroamerikanischen Unterhaltungsmusik. Sie entwickelte sich Ende der 1950er Jahre aus Rhythm and Blues und Gospel. In den 1960er Jahren war Soul fast das Synonym für schwarze Popmusik. Eng verknüpft ist die Geschichte dieser Stilrichtung mit dem Kampf der US-amerikanischen Bürgerrechtsbewegung gegen Rassentrennung und für Gleichberechtigung.

## Bedeutung und Charakteristika
Der Begriff Soul-Musik wird seit den 1990ern in einem engeren und einem weiteren Sinn definiert. Der engere bezieht sich auf die musikalische Vortragsweise, wie sie in den 1960ern und 1970ern praktiziert wurde. Diese besteht in einer stark emotionalen Darbietung von Vokal- und Instrumentalsoli (heart and soul ‚mit ganzer Seele‘), der Betonung des Gesangsparts und in dramatisch aufgebauten Musikstücken mit starken Kontrasten bei Lautstärke und Instrumentierung. Die Neo Soul genannte Ausprägung der 1980er und 1990er Jahre hat als Hauptelemente kombinierte Beatschleifen (Grooves) ähnlich wie beim Hip-Hop. Im weiteren Sinn steht Soul für eine ganze Gattung der Populärmusik neben Rock, Funk, Disco, Hip-Hop und Easy Listening.
Beispiele für die unterschiedliche Charakteristik von Soulkompositionen sind die langsame Ballade When a Man Loves a Woman von Percy Sledge und das anheizende schnelle Otis-Redding-Stück Respect in der Interpretation von Aretha Franklin. Der kommerzielle Neo Soul steht im Spannungsfeld von Jazz mit seiner Spontanität, Improvisiertheit und Kreativität, Pop mit seinen kommerziellen Hörgewohnheiten, Rock mit seiner Härte und Geradlinigkeit sowie dem Easy Listening und dem Chanson mit all seiner Melodiehaftigkeit und Zartheit. Obwohl der Soul seit den 1970er Jahren von entstehenden populären Ablegern wie Funk, Disco oder Hip-Hop in den Hintergrund gedrängt wurde, gilt er bis heute als ein Hauptstil innerhalb der Unterhaltungsmusik und Gattungsbegriff für die Black Music.

## Entstehung und Stil

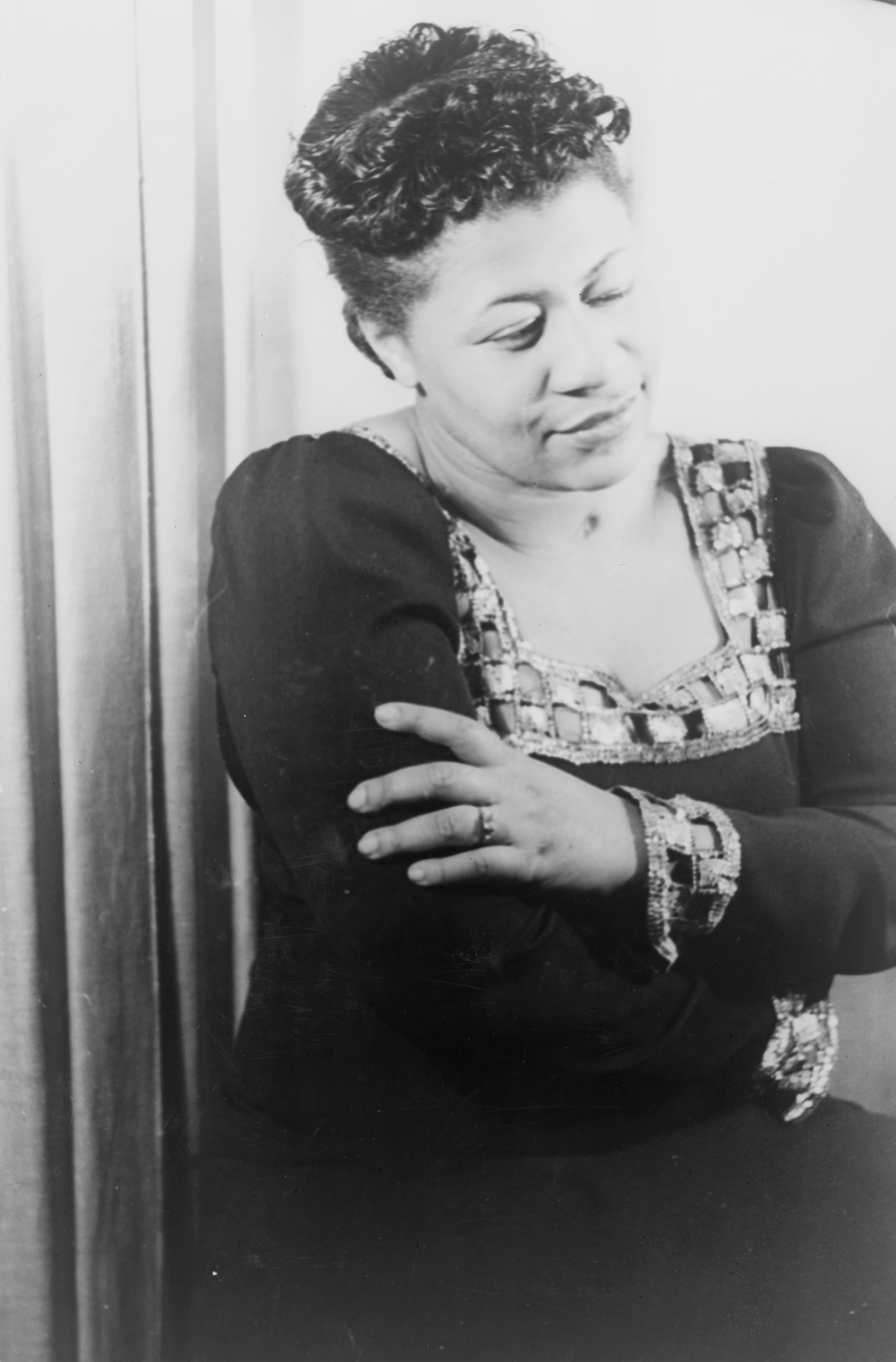
Prägte die Grundlagen des Soul mit: Jazz-Sängerin Ella Fitzgerald (1940)

Der Soul bildete sich Mitte der 1940er-Jahre im Rampenlicht populärer Big Bands (Duke Ellington, Count Basie) und Harmonie-Gesangsgruppen (The Platters, The Coasters) durch die Verarbeitung von Elementen des Swing, Bebop, Blues und Gospel in der Populär- und Tanzmusik für ein Publikum aus den afroamerikanischen Bevölkerungsschichten in den Großstädten der USA, insbesondere New York, Chicago und New Orleans, heraus. Inspirierend wirkten dabei immer wieder Versuche renommierter Bluesinterpreten (John Lee Hooker, T-Bone Walker, Muddy Waters) und Jazzmusiker (Ella Fitzgerald, Lionel Hampton, Dinah Washington), den kommerziellen Erfolg ihrer Veröffentlichungen zu erhöhen, zugleich aber das Typische und Ursprüngliche ihrer Musik zu erhalten. Diese Entwicklung mündete in die Entstehung des Rhythm ’n’ Blues als Vorstufe des Rock ’n’ Roll in den frühen 1950er Jahren. Während bei der Entwicklung zum Rock ’n’ Roll (Chuck Berry, Fats Domino, Little Richard) verstärkt auch Elemente der Country-Musik Berücksichtigung fanden und rhythmisch tendenziell der Up-Beat vorherrschte, kondensierte sich durch Hinwendung zum Downbeat der als eigenständiges Genre wahrnehmbare Soul heraus.

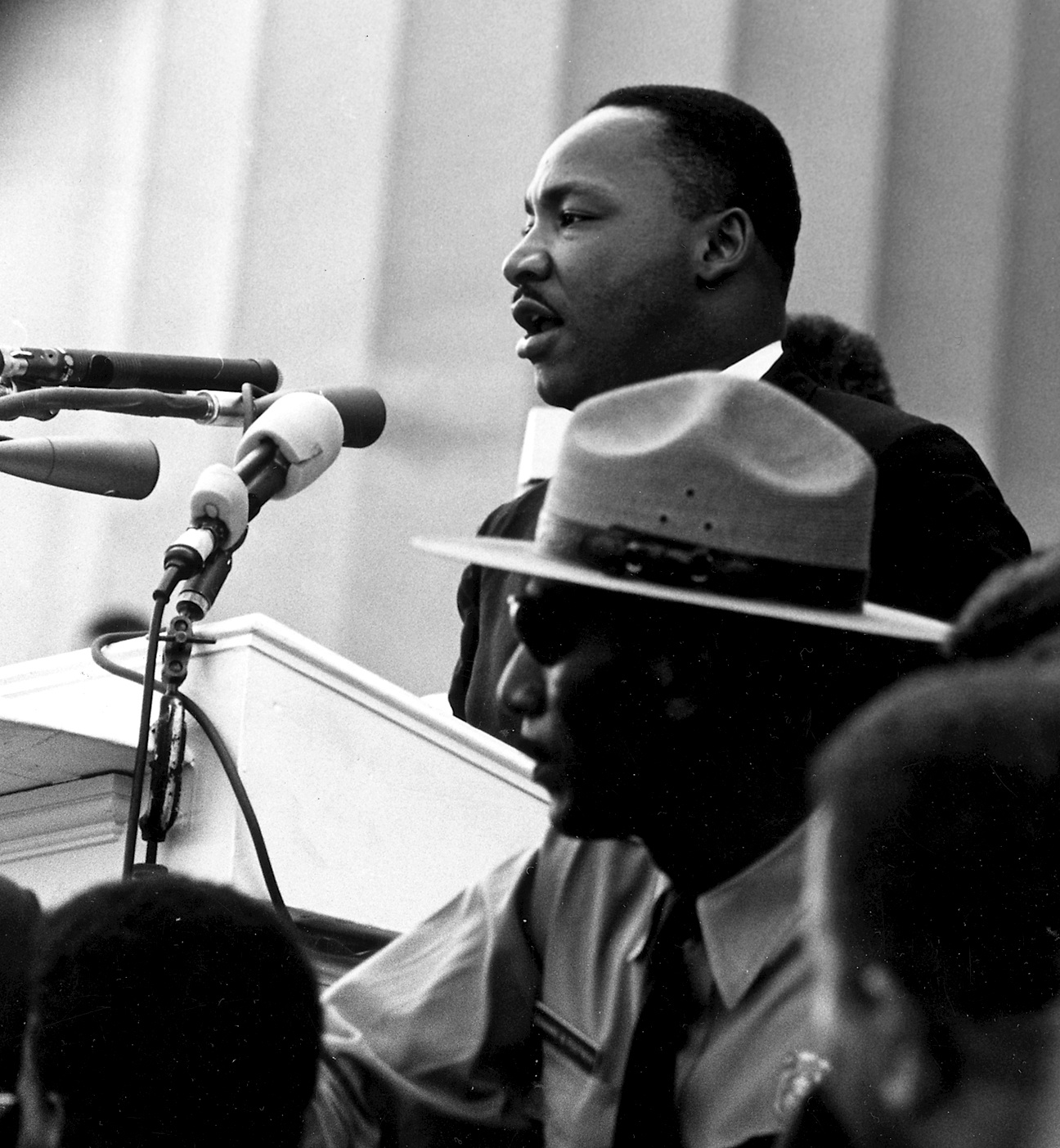
Martin Luther King auf dem Marsch nach Washington 1963

Die Soulwelle der 1960er Jahre fasste bereits bestehende Tendenzen innerhalb der schwarzen Musik zu einem kraftvollen, großen Strom zusammen. Musikalisch griff sie die Impulse diverser Gospel-orientierter Gesangsgruppen auf. Die neu entstehende Soulmusik kombinierte typische Gospel-Elemente wie die Gefühlsintensität des Vortrags (das sogenannte Shouting), die auf dem Call-and-Response-Prinzip basierende Songstruktur sowie das den Takt unterstreichende, rhythmische Händeklatschen mit der musikalischen Energie und der Bandstruktur des Rhythm ’n’ Blues. Stilistisch markierte der Soul einen deutlichen Bruch mit der schnellen und rhythmusbetonten, jedoch ohne Anspruch auf Tiefgang daherkommenden Rhythm-’n’-Blues-Unterhaltungsmusik, wie sie sich seit dem Zweiten Weltkrieg etabliert hatte. Die Wiederaneignung der aus dem Süden stammenden Gospel-Tradition ging jedoch einher mit weltlichen Texten. Anstatt der im Rhythm ’n’ Blues gängigen Grobschlächtigkeit propagierte Soul neue Werte wie Mode und Eleganz. Nicht zuletzt betonte er auch eine andere Sichtweise des Verhältnisses der Geschlechter: War im Rhythm ’n’ Blues das Verhältnis zwischen Frau und Mann oft auf das Sexuelle sowie den gegenseitigen Nutzwert reduziert, thematisierten eine Reihe von Soul-Texten auch spirituelle Aspekte wie Verantwortung und Zuneigung. Verglichen mit der Rock-’n’-Roll-Dekade der Fünfziger, präsentierte der Soul oft ein geradezu realistisches und erwachsenes Bild der Geschlechterverhältnisse. Obwohl sich die Sänger und Sängerinnen dabei teilweise bis in ihr Innerstes offenbarten, blieb der Vortrag trotz allen Temperaments stets kontrolliert und unterwarf sich der Dramaturgie des jeweiligen Stücks.
Eng verknüpft war der Erfolg der neuen Musikrichtung mit den Erfolgen und Rückschlägen der Bürgerrechtsbewegung. Manifest wurde deren Bedeutung durch den Marsch auf Washington am 28. August 1963, an dem rund 250.000 Menschen teilnahmen. Die von der Bürgerrechtsbewegung langfristig anvisierte Integration der Schwarzen in die weiße Mehrheitsgesellschaft drückte sich in der neuen Musikrichtung sehr unmittelbar aus. Als Blütezeit des Souls gilt nicht umsonst die Ära der Freedom Rider, deren Zivilcourage die Abschaffung der Rassentrennungsgesetze nicht unmaßgeblich mitbewirkte. Soul brachte das erstarkende schwarze Selbstbewusstsein in Schlüssel-Songs zum Ausdruck wie Say It Loud – I’m Black And I’m Proud von James Brown (1968) und Respect von Aretha Franklin (1967). Von der Bedeutung der Musik für das neue Selbstverständnis kündeten schließlich auch neue Begriffe aus der Alltagssprache wie Soulbrother und Soulsister.
Stilistisch lassen sich im Sechzigerjahre-Soul zwei Hauptstränge ausmachen. Eine – der sogenannte Southern Soul – offerierte eine rauere, ungeschminktere Version und wird vor allem mit den Produktionen der beiden Labels Atlantic Records (New York) und Stax (Memphis) assoziiert. Die zweite Richtung, die sich vor allem um das Detroiter Label Motown gruppierte, favorisierte hingegen eine möglichst mainstreamtaugliche schwarze Unterhaltungsmusik und erzielte mit dieser zeitweilig immense Erfolge im weißen Massenmarkt. Eine dritte Soulwelle Anfang der 1970er Jahre, ausgelöst durch die Produktionen des Labels Philadelphia International Records und bekannt geworden unter dem Etikett Philly Sound, baute ebenfalls auf dieses Grundkonzept.
Obwohl nachfolgende Stilrichtungen in den 1970ern und 1980ern den Soul in den Hintergrund drängten, gilt er bis heute als das große Bindeglied zwischen dem Rock ’n’ Roll, Blues und Rhythm ’n’ Blues der 1950er und dem Funk sowie der Disco-Musik der 1970er. Auch die Hip-Hop-Welle konnte Soul relativ unbeschadet überstehen. Immer wieder recycelt und neu aufgelegt, gilt er bis heute als die beständige Pop-Hauptströmung der schwarzen Musik schlechthin.

## Die Soul-Ära
Vor allem die Sechziger wurden musikalisch von der Soulmusik entscheidend mitgeprägt. Der Stil entwickelte sich zu Beginn des Jahrzehnts und entfaltete sich in den folgenden Jahren zu einer eigenständigen schwarzen Popmusik. Rückblickend werden die Sixties als die klassische Ära der Soul-Musik gewertet. Dieser Abschnitt beschreibt die wesentlichen Strömungen und Akteure.

### Vom Rhythm ’n’ Blues zum Soul

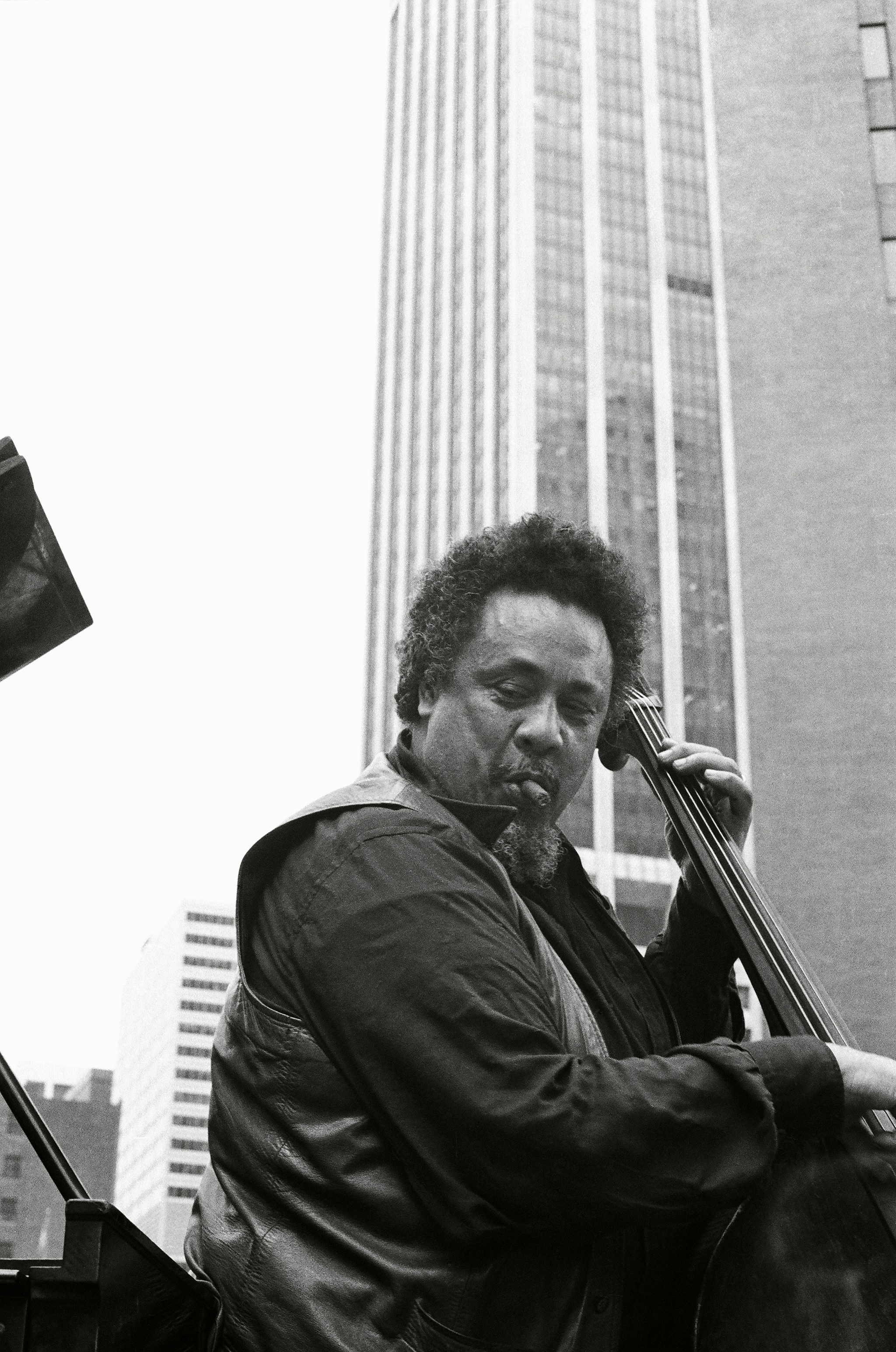
Charles Mingus (1976)

Der Soul entwickelte sich ab Mitte der Fünfziger aus unterschiedlichen Tendenzen. Sam Cooke, Ray Charles und James Brown werden gemeinhin als die Anfänge des Soul betrachtet; insbesondere der Ray Charles-Klassiker „What’d I Say“ aus dem Jahr 1959 gilt als einer der wesentlichen Auslöser. Elemente des Soul waren darüber hinaus bereits bei einigen schwarzen Gesangs- bzw. Doo-Wop-Gruppen wie etwa den Dominoes, den Drifters und den Platters zu finden. Ebenfalls mit Gospel-typischen Elementen wartete die Musik einiger schwarzer Jazzsängerinnen auf – wie zum Beispiel Ella Fitzgerald, Nina Simone und Dinah Washington. Starke Affinitäten zum Gospel enthielt darüber hinaus auch die Musik einiger schwarzer Rock-’n’-Roll-Interpreten wie zum Beispiel Fats Domino, LaVern Baker und Ruth Brown.
Flankiert wurden die Veränderungen in der schwarzen Unterhaltungsmusik durch eine vom avantgardistischen Jazz her kommende Richtung. Diese beeinflusste den Hauptstrang der Unterhaltungsmusik zwar nur mittelbar, brachte allerdings gleichfalls ein Bedürfnis nach Veränderung zum Ausdruck. Ein markantes Signal war die Entwicklung hin zum Hard Bop: Eine Gruppe hochkarätiger Instrumentalisten (Cannonball Adderley, Lou Donaldson, Horace Silver und Charles Mingus) entschloss sich, die von ihnen als artifiziell angesehene Weiterentwicklung des Bebop zum Cool Jazz nicht mitzuvollziehen und näherte sich stattdessen der aktuellen Rhythm-’n’-Blues-Musik an. Sie integrierte den Funk-Rhythmus sowie den akzentuierten, rhythmusbetonten Bläser-Stil der Unterhaltungsbands in ihre Musik und schuf so einen neuen, bald als Hard Bop bezeichneten Jazz-Stil.
Ausgelöst wurde der Soul so letztendlich von einer Reihe übergreifender stilistischer Gemeinsamkeiten. Gebündelt präsent waren diese bei einem Label, welches die Entwicklung der Rhythm-’n’-Blues-Szene bereits seit den späten Vierzigern begleitet hatte: Atlantic Records in New York.

### Uptown Soul
Atlantic Records wurde 1947 von Ahmet Ertegün, dem Sohn des türkischen Botschafters in den USA und dem Produzenten Herb Abramson gegründet. 1956 stieß Ertegüns Bruder Nesuhi hinzu. Entscheidend mitgeprägt wurde die Veröffentlichungspolitik des Labels durch den Präsidenten der Firma: Jerry Wexler. Atlantic publizierte eine Vielzahl von Stilen: zeitgenössische Rhythm-’n’-Blues-Musik ebenso wie traditionellen „Down Home“-Blues, Jazz und Pop. Mit LaVern Baker, Ruth Brown, Clyde McPhatter und Ray Charles hatte das Label Ende der Fünfziger wegbereitende Künstler unter Vertrag. Weitere Atlantic-Acts waren der aus Philadelphia stammende Solomon Burke sowie Dionne Warwick und Bobby Darin.
Insbesondere Solomon Burke konnte die Lücke, die durch den Weggang von Ray Charles 1960 entstanden war, nachhaltig füllen. Burkes Hitserie begann 1961 mit „Just Out Of Reach“. Mitte der Sechziger erlebte er den Höhepunkt seiner Popularität und schrieb mit dem Stück „Everybody Needs Somebody To Love“ einen Klassiker des Sixties-Soul. Burke galt zeitweilig als der „King of Rock’n’Soul“, wurde später allerdings von dem noch temperamentvoller auftretenden James Brown in den Hintergrund gestellt. Als weitere Kassenschlager erwiesen sich für Atlantic Records zwei weitere Neuzugänge: Wilson Pickett („In The Midnight Hour“, „Land Of The 1000 Dances“) war Mitte der Sechziger ebenfalls einer der gefragtesten Soulsänger. Zum überragenden Star von Atlantic Records wurde allerdings Aretha Franklin, die erst recht spät, 1967, unter Vertrag genommen wurde. Karrieretechnisch hatte die Tochter eines Baptistenpredigers aus Tennessee bereits einen steinigen Weg hinter sich. Ihr ausdrucksstarker Gesang sowie ihre Inbrunst machten jedoch Titel wie „Respect“ (1967) zu Hymnen des Soul – und ihre Sängerin zu einer Ikone der Bewegung.
Stilistisch war der Atlantic-Sound überdurchschnittlich stark „Gospel-lastig“. Eine Reihe von Atlantic-Aufnahmen entstanden in Zusammenarbeit mit der firmeneigenen Studioband um den Saxophonisten King Curtis; gelegentlich wird der Atlantic-Sound darum auch als Uptown Soul bezeichnet. Da die New Yorker Firma jedoch eng mit den Studios und Labels aus dem Süden kooperierte, subsumieren Soul-Insider den Atlantic-Sound in der Regel unter den Memphis Soul bzw. den Southern Soul.

### Memphis Soul: Stax und Muscle Shoals

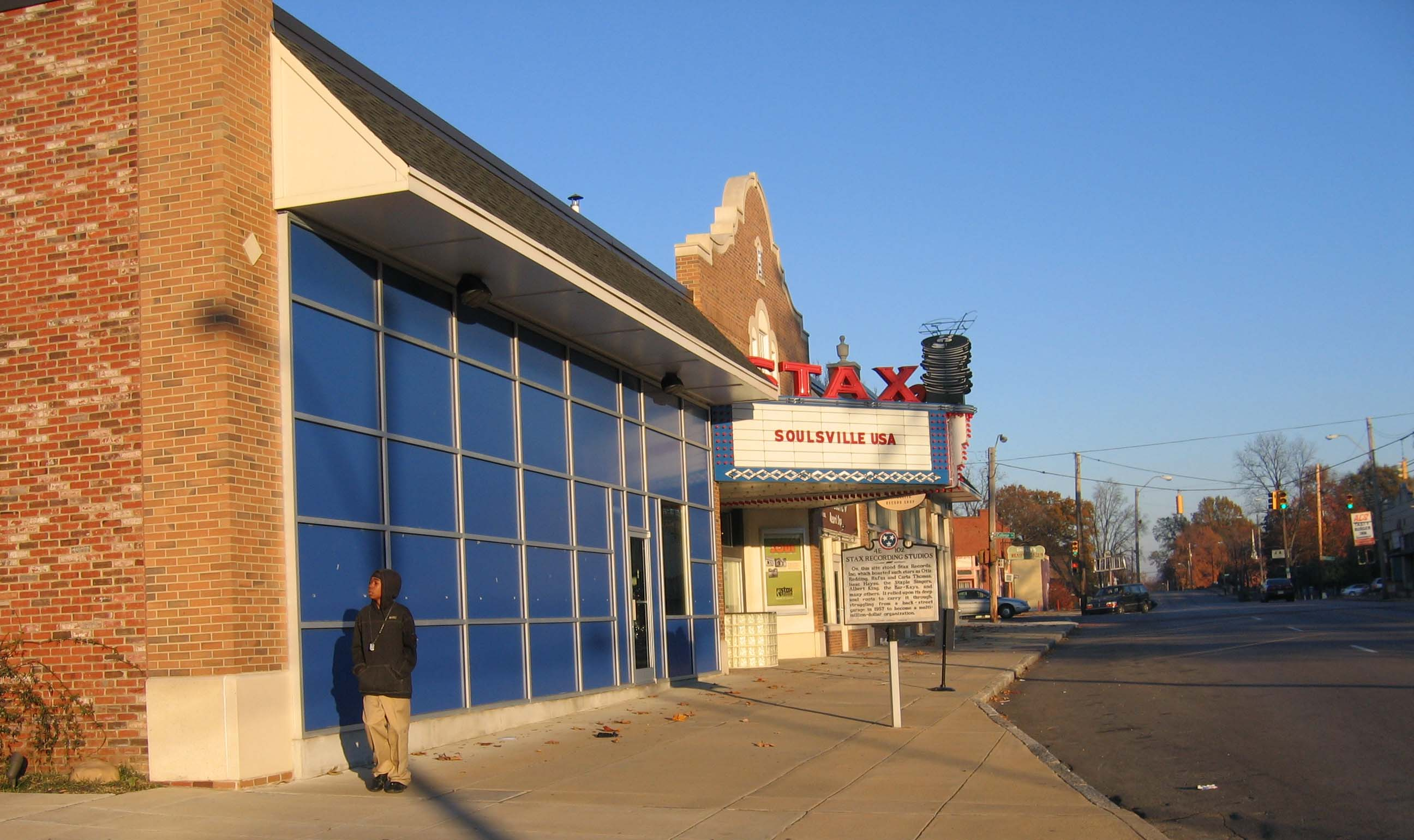
Das zu Museumszwecken wieder aufgebaute Stax-Gebäude in Memphis

Die südliche Richtung des Soul wurde entscheidend geprägt von dem in Memphis ansässigen Label Stax und den in Alabama beheimateten Muscle Shoal-Studios. Typisch für den Southern Soul waren engagierte weiße Firmenchefs, die ursprünglich von der Country- und Rock-’n’-Roll-Musik kamen und sich nun ausschließlich dem Rhythm ’n’ Blues widmeten.
Stark dem Idealbild der "Rassenintegration" entsprach insbesondere das Stax-Label in Memphis. Gegründet hatte es 1958 der ehemalige Bankangestellte und Country-Amateurmusiker Jim Stewart und seine Schwester Estelle Axton. Den typischen Stax-Sound erzeugte die aus zwei Schwarzen und zwei Weißen bestehende Studioband Booker T. & the M.G.’s. Kreative Mittelpunkte des Labels waren ab 1962 Songschreiber und Produzent Isaac Hayes sowie der Sänger Otis Redding, von dem auch die Originalversion des Aretha Franklin-Welterfolgs „Respect“ stammte. Mit Hits wie „I’ve Been Loving You Too Long“ (1965) und „Sittin’ On The Dock Of The Bay“ (1967) avancierte der 1967 tödlich verunglückte Sänger zum wichtigsten Star der Firma. Erfolgreiche Künstler des Labels waren neben Redding Joe Tex, Rufus Thomas und Carla Thomas, das Duo Sam & Dave, Eddie Floyd sowie The Staple Singers.
Stilistisch zeichneten sich die Stax-Produktionen durch einen recht einfach gehaltenen, ursprünglichen Sound aus. Typisch für den Stax-Sound war der orgelähnliche Einsatz der Bläser. Der Gesang hielt sich im Wesentlichen im Rahmen der Gospeltradition; auf nachträgliches Abmischen wurde meist ganz verzichtet. Zeitweilig profitieren konnte das Independent-Label von einem Vertriebsabkommen mit Atlantic Records. Inspirierend wirkte die entspannt-kreative Atmosphäre der Stax-Studios in den Sechzigern auch auf einige Interpreten des sogenannten Blue-Eyed Soul: Die hier aufgenommenen Platten von Elvis Presley, Neil Diamond und Dusty Springfield werden von Musikkritikern immer wieder als herausragende Meilensteine der jeweiligen Künstler aufgeführt.
Zweite relevante Produktionsstätte des Southern Soul waren die Muscle-Shoals-Studios von Rick Hall in Alabama. Neben Aufnahmen von Tommy Roe, Ray Stevens sowie dem Atlantic-Star Wilson Pickett entstand in den Muscle Shoals-Studios auch einer der Welthits der Soul-Musik: „When A Man Loves A Woman“ von Percy Sledge. Als weiteres wichtiges Southern Soul-Label zu erwähnen ist schließlich noch die von Quinton Claunch gegründete Firma Goldwax. Bedeutendster Künstler von Goldwax war James Carr, dessen Stück „The Dark End Of The Street“ von 1967 ebenfalls zu den Hitparadenerfolgen der Southern Soul-Richtung zählt.

### Detroit- oder Motown-Soul

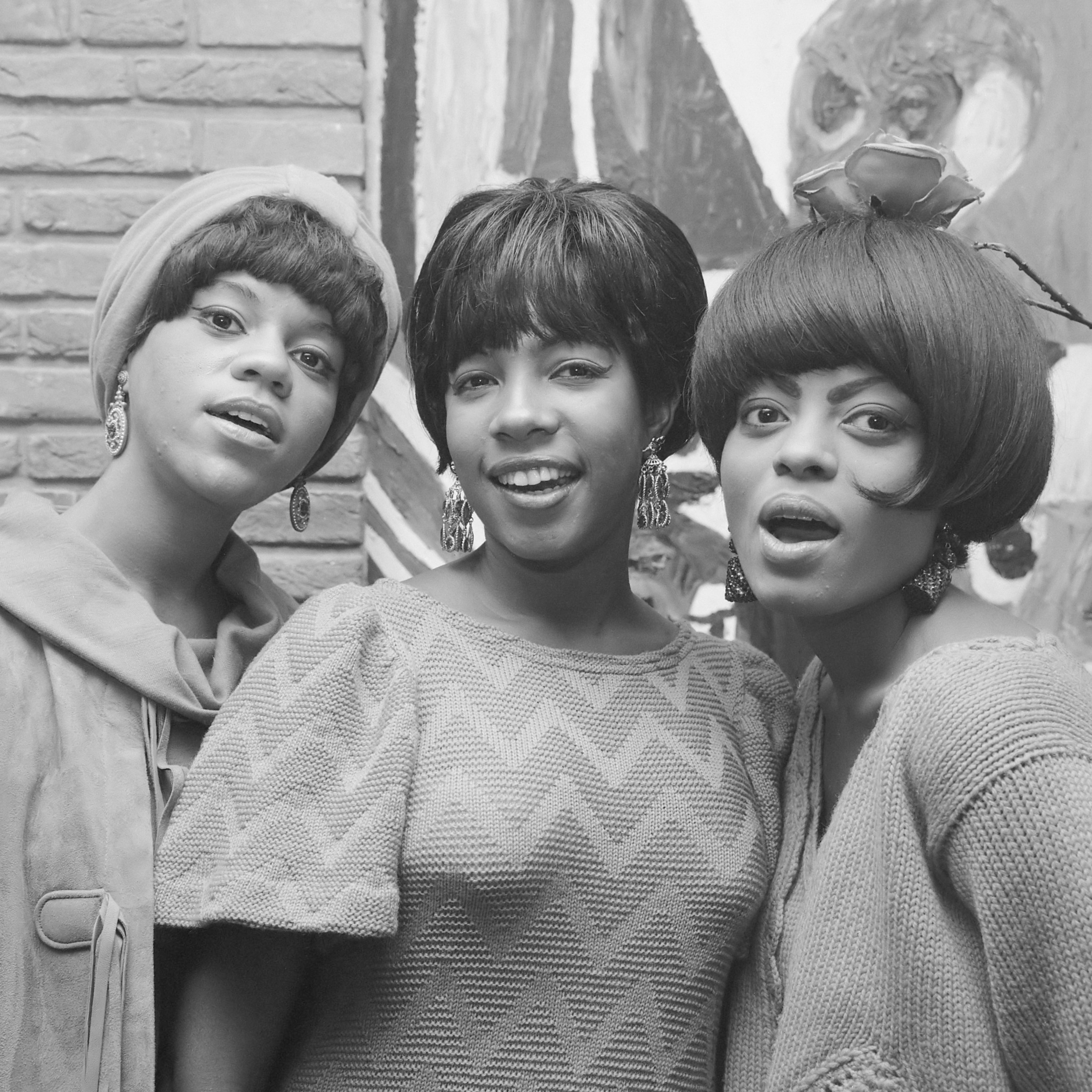
The Supremes, Florence Ballard, Mary Wilson und Diana Ross (1965), (v.l.n.r)

Anders als Stax und vergleichbare Labels forcierte die in Detroit beheimatete Firma Motown Records von Anfang an den kommerziellen Erfolg im Pop-Mainstream. Gegründet wurde das Motown-Label 1959 von dem ehemaligen Fließbandarbeiter Berry Gordy. Mit dem Produzententeam Brian Holland, Lamont Dozier und Eddie Holland (HDH) verfügte Gordy ab 1963 auch über erstklassige Songschreiber. Als zusätzlicher Stücke-Autor und Produzent hinzu kam Smokey Robinson. Robinson war gleichzeitig Leadsänger der Motown-Gruppe The Miracles und brachte der Firma sowohl mit der Kombo Smokey Robinson & The Miracles als auch als Autor und Produzent eine Reihe von Hits ein, darunter ihren wohl bekanntesten Song „The Tears Of A Clown“ aus dem Jahr 1970. In Szene gesetzt wurde der Motown-eigene Sound von der labeleigenen Studio-Band Funk Brothers.
Anders als die auf Feeling und Inspiration vertrauenden Kollegen in den Stax-Studios legte Motown Wert auf äußerste Perfektion sowie musikalischen Glattschliff. Typisch für Motown-Produktionen wurden Hits, die ins Ohr gingen und deren Schema im Wesentlichen aus einer möglichst intensiven Wiederholung von Schlüsselmelodie und Refrain bestand. Die Texte der Motown-Veröffentlichungen waren eher oberflächlich gehalten. Sie orientierten sich ebenfalls vorwiegend an den Bedürfnissen des weißen Popmarkts. Dort war das Detroiter Label zeitweilig immens erfolgreich: Im Jahr 1966 gelang 75 Prozent aller Motown-Singles der Durchbruch in die Top 100 der US-amerikanischen Charts. Aufgrund ihres Erfolgs – nicht zuletzt durch den in den eigenen Motown Recording Studios (Detroit) produzierten Motown-Sound – bekam die Firma den Beinamen „Hitsville, USA“. Für Anerkennung in der schwarzen Community sorgte schließlich die Tatsache, dass das Label das größte Medienunternehmen im Besitz von Schwarzen war.
Im Verlauf der Jahre kamen immer häufiger Streicher bei den Einspielungen zum Zuge. Gordy versuchte zudem, seine Künstler auch in den großen Club-Shows in Las Vegas und am Broadway unterzukriegen. Mitte der 1960er Jahre zählte zu dem Detroiter Label die Crème der poptauglichen Soul-Künstler. Den Kontrapunkt zu dem romantischen Smokey Robinson setzten die eher temperamentvollen Temptations. Darüber hinaus standen bei Motown unterschiedliche Sangesgruppen und Einzelkünstler unter Vertrag: Martha Reeves mit ihrer Band Martha & the Vandellas, die Marvelettes, die gospelbeeinflussten Four Tops, Gladys Knight & the Pips, Marvin Gaye („I Heard It Through the Grapevine“), die Jackson Five als rockige Soulvariante ab 1969, der später in Richtung Funk tendierende Edwin Starr, „Little“ Stevie Wonder und die wohl erfolgreichste Truppe des Labels: die Supremes mit ihrer Leadsängerin Diana Ross.

### Sonstige Labels und Künstler

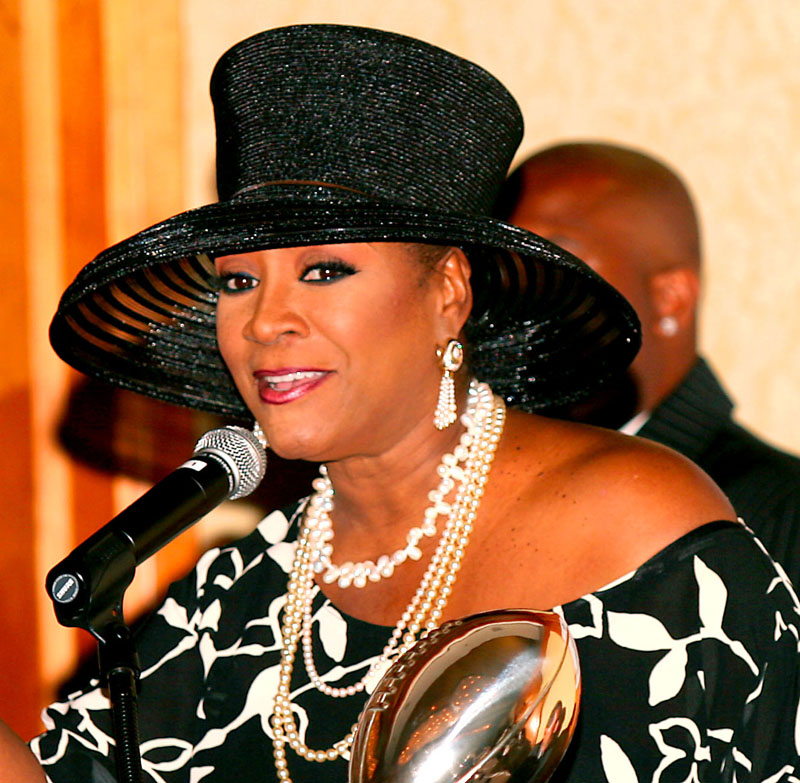
Patti LaBelle (2005)

Nicht alle Soul-Künstler der Dekade zwischen 1960 und 1970 lassen sich einem der aufgeführten Labels zurechnen. Der wichtigste von allen erarbeitete sich schon in den Sechzigern den Ruf einer Institution: James Brown. Begonnen hatte Brown mit einem erdigen, Soul-durchsetzten Rhythm-’n’-Blues-Stil Ende der Fünfziger. Seine Single „Please, Please, Please“ aus dem Jahr 1956 trug mit dazu bei, den Soul-Boom auszulösen. In den Sechzigern wurden einige seiner Hits zu Manifestationen des neuen schwarzen Selbstbewusstseins – insbesondere die Bekennerhymne „Say It Loud – I’m Black And I’m Proud“ aus dem Jahr 1968. Browns Musik blieb während der ganzen Periode archaisch und urwüchsig. Der Sänger, auch als „Soulbrother Number One“ oder „The Hardest Working Man in Showbiz“ bezeichnet, war – ähnlich wie Frank Sinatra für die weiße Popmusik – das Idol der schwarzen Musik schlechthin und bildete biografisch das Brückenglied zwischen dem Rhythm ’n’ Blues der Fünfziger und dem Funk der Siebziger.
Ein weiteres wichtiges Zentrum für die Soul-Musik war Chicago. Chicago galt als Hauptstadt des Blues und war bis in die Siebziger eines der bedeutendsten Zentren der schwarzen Musik. Anlaufstellen als Label bot hier die traditionsreiche Firma Chess sowie Okeh, ein Unterlabel des Medienmultis CBS. Mit der bedeutendste Soul-Musiker aus Chicago war Curtis Mayfield. Mit seiner Band Impressions hatte er 1961 einen Hit („Gipsy Woman“). Im Verlauf seiner Karriere machte er außer als Sänger auch als Songschreiber von sich reden. Seine Stücke „Keep On Pushing“ und „We’re A Winner“ wurden zu Hymnen der Bürgerrechtsbewegung. Anfang der Siebziger gelang dem sanften, religiös motivierten Künstler der Crossover in Richtung Funk mit den Blaxploitation-Soundtrack „Superfly“. Weder den beiden Hauptlabels Stax und Motown noch den bisher aufgeführten Richtungen zuschlagen lassen sich einige weitere relevante Künstler. Dies gilt insbesondere für den im Bundesstaat Arkansas geborenen Al Green. Green begann seine Soul-Karriere zwar erst Ende der Sechziger, wurde im Folgejahrzehnt jedoch fast zu einer Galionsfigur der Soul-Musik. Eine weitere Künstlerin ist die in Pennsylvania geborene Patti LaBelle, die schon seit Ende der 1950er Jahre erfolgreiche Platten aufgenommen hatte und mit „Lady Marmalade“ einen frühen Hit der Disko-Ära kreierte. Als Label aufzuführen ist schließlich auch die renommierte Jazz-Firma Verve. Stilbildend wirkten sich dort vor allem die Aufnahmen von Howard Tate aus dem Jahr 1967 aus.
Eine eigene Form des Soul entwickelte sich schließlich in New Orleans. Die Musik der multikulturellen Metropole nahe der Mississippi-Mündung war immer schon mehr funky, relaxter und ausgelassener gewesen als im Rest der Vereinigten Staaten. Als Rhythm-’n’-Blues-Künstler stilbildend wirkte hier vor allem Fats Domino. In den Sechzigern und Siebzigern produzierte die lokale Szenen-Größe Allen Toussaint einige Soul-Acts. Geprägt wurde der Soul „made in New Orleans“ von Künstlern wie Irma Thomas, den Pointer Sisters, Lee Dorsey („Working in the Coal Mine“) sowie, seit den Sechzigern, auch den Neville Brothers.

### Das Ende der Soul-Ära

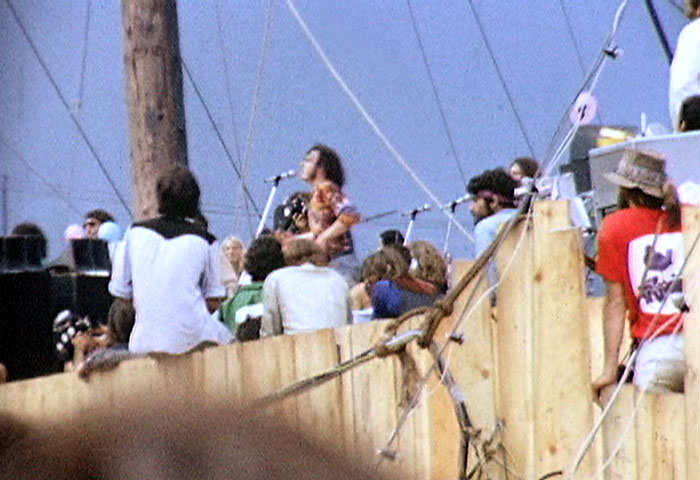
Joe Cocker auf dem Woodstock-Festival (1969)

Nach 1968 ließ die Faszination für Soul-Musik nach. Insbesondere das Attentat auf Martin Luther King am 4. April 1968 und die daran anschließenden Aufstände in vielen US-amerikanischen Großstädten führten zu Desillusionierung und Resignation. Die Musik blieb; die dahinter stehende Aufbruchsstimmung verflüchtigte sich jedoch rapide. Insbesondere für den Southern Soul bedeutete das King-Attentat den Todesstoß. Stax, bereits angeschlagen durch die Kündigung des Vertriebsabkommens seitens Atlantic Records nach dem Tod von Otis Redding 1967, galt unter schwarzen Musikern zunehmend als „uncool“. Die Firma hielt sich mit Studioproduktionen noch einige Jahre über Wasser und musste Mitte der Siebziger schließlich Konkurs anmelden. Auch das Paradepferd der poporientierten Soulrichtung, Motown, musste eine Reihe von Rückschlägen hinnehmen. Das Komponistenteam Holland/Dozier/Holland verließ das Label und verklagte Gordy aufgrund zurückgehaltener Tantiemen. Auch Martha & The Vandellas, Gladys Knight & The Pips, die Jackson Five und die Four Tops kehrten Motown den Rücken. Stevie Wonder und Marvin Gaye blieben dem Label zwar erhalten, konnten ab Anfang der 1970er Jahre jedoch eine größere künstlerische Unabhängigkeit durchsetzen.
In Frage gestellt wurde der vorherrschende Einfluss des Soul nicht nur durch das sich abzeichnende Scheitern der Integrationsbemühungen. Neue Strömungen in der Rockmusik wie z. B. Psychedelic wirkten sich ebenfalls verändernd auf die Popmusik der Schwarzen aus. Der durch die Bürgerrechts-, Hippie- und 68er-Bewegung nicht unwesentlich mit angestoßene neue Stellenwert der künstlerischen Freiheit, welcher sich unter anderem auch in dem legendären Woodstock-Festival 1969 dokumentierte, veränderte das Selbstverständnis zahlreicher Soul-Musiker und -Sänger. Die Soul-Musik brachte zwar auch in den Siebzigern sowie den folgenden Dekaden immer wieder bemerkenswerte Künstler, Sub-Stile und Einzel-Einspielungen hervor, die klassische Phase dieser Musikrichtung war allerdings mit dem Ende der Sechziger unwiderruflich vorbei.

## Soulmusik nach der Soul-Ära
Die 1970er, 1980er und 1990er brachten eine musikalische Auffächerung in unterschiedliche Strömungen. In den 1970er Jahren etablierten sich Funk und Disco als neue Stile. In den 1980ern kam Hip-Hop hinzu. Zusätzlich ausdifferenziert wurde die schwarze Popmusik im weiteren Verlauf auch durch Impulse aus der elektronischen Musik (House, Techno) sowie dem Jazz (Acid Jazz). Hinzu kam ein Crossover hin zum Mainstream-Pop, welcher sich vor allem ab den frühen Neunzigern immer stärker bemerkbar machte. Obwohl der Begriff „Soul“ als Reminiszenz an die klassische Ära stets wichtig blieb, ist er seither vor allem als Synonym gebräuchlich für schwarze Popmusik. Dieser Abschnitt gibt einen Überblick über die Hauptstationen dieser Entwicklung.

### Psychedelic Soul und Funk
Die psychedelische Richtung innerhalb der Rockmusik machte sich Anfang der Siebziger in vielen Soul-Produktionen bemerkbar. Zunehmend längere, teilweise sinfonieartig angelegte Stücke mit zelebriertem Funk-Bass, Synthesizer, Streichern und akzentuiert eingesetzten Bläser-Sektionen bewegten sich auf Augenhöhe mit den Produktionen zeitgenössischer Artrock-Bands. Den Temptations gelang mit „Papa Was A Rolling Stone“ (1972) ein Paradestück dieser Richtung. Ähnlich aufwändig produziert waren auch einige Soundtracks zu Blaxploitation-Filmen wie „Shaft“ oder „Superfly“. Eingespielt wurden Letztere von den erfahrenen Produzenten, Musikern und Songschreibern Isaac Hayes und Curtis Mayfield.

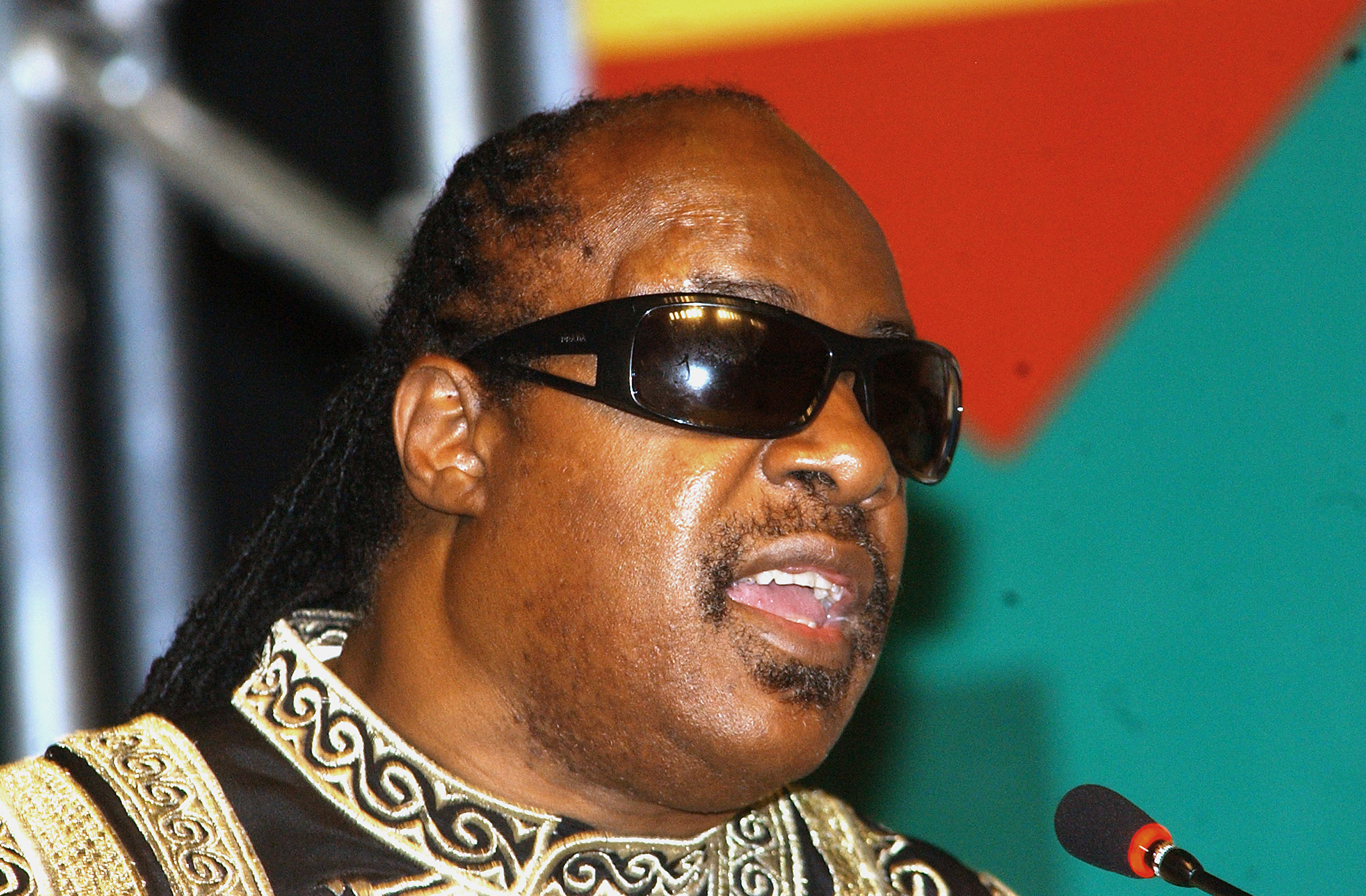
Soul-Star der Siebziger: Stevie Wonder (2006)

Ausgelöst durch die Entwicklungen der Sechziger, wurde auch die Soulmusik in den Siebzigern immer sozialkritischer. Edwin Starr gelang mit dem Antikriegslied „War“ (1970) der Einzug in die Hitparaden. Anders als noch im Jahrzehnt zuvor beeinträchtigten politische Aussagen in den Siebzigern nicht unbedingt die Karriere. Als anspruchsvolle Solokünstler profilieren konnten sich Anfang der Siebziger insbesondere Marvin Gaye und Stevie Wonder. Gaye gelang 1971 mit „What’s Going On“ ein eindrucksvoller Hit mit schwerem, funkbetontem Balladensound. Einen nachhaltigen Crossover in den weißen Popmarkt schaffte Stevie Wonder. Spätestens seit der Veröffentlichung von „Superstition“ im Jahr 1972 galt Wonder als Künstler, der den Spagat zwischen Rock, Soul, Pop und Diskomusik mühelos bewältigte.

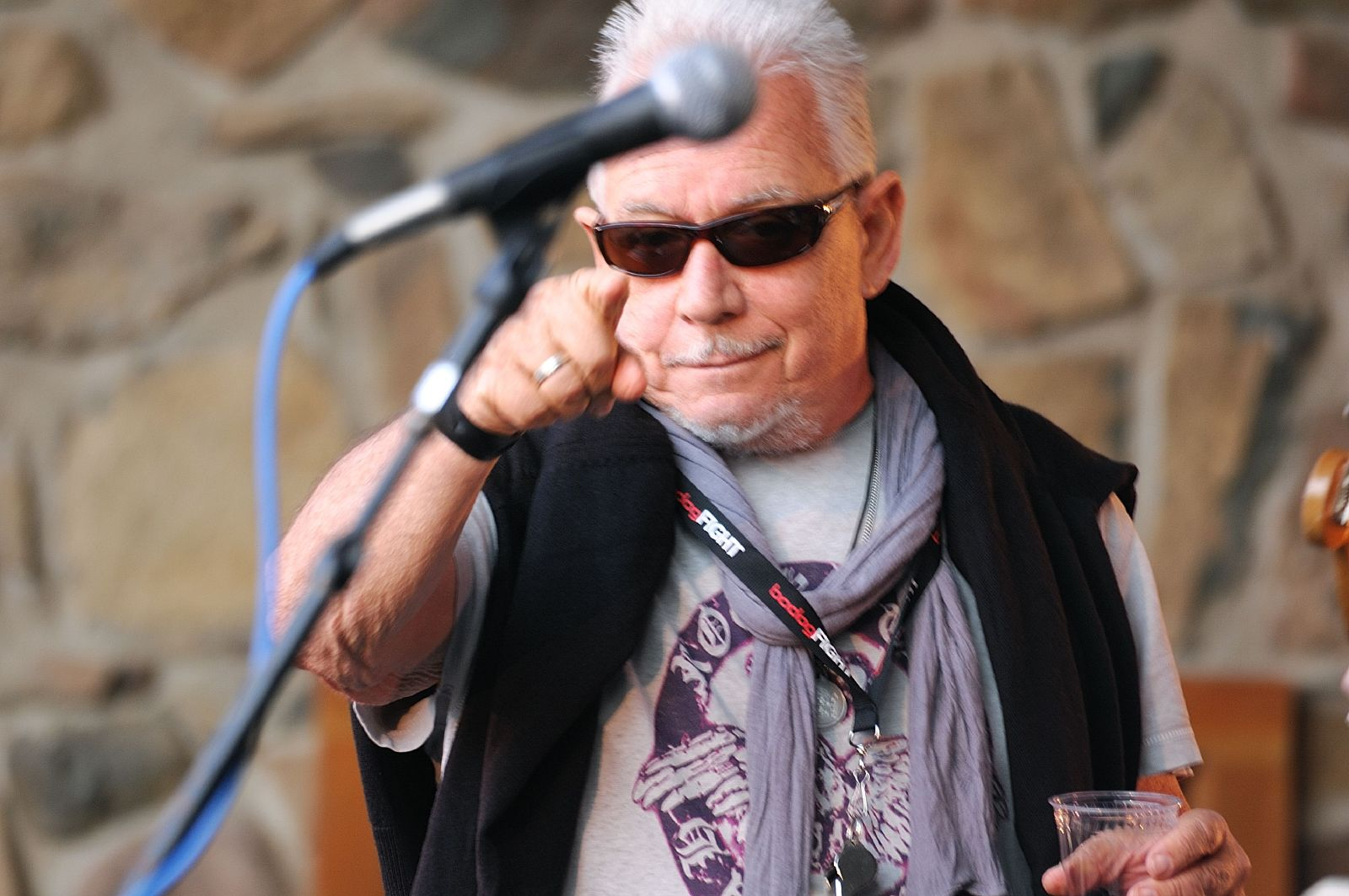
Eric Burdon (2008)

Der Haupttrend innerhalb der schwarzen Musik der Siebziger war Funk. Anders als die auf Gospel-Refrains und Popsong-Formate fixierte Soulmusik der Sechziger zelebrierte Funk den reinen Rhythmus. Kennzeichnend für den neuen Sound waren ein treibender Bass, abgehackte Gitarren-Riffs sowie akzentuiert eingesetzte Bläsersätze. Der Gesang erfüllte im Grunde lediglich die Rolle, die Darbietung der Stücke zu moderieren und ihre Wirkung emotional zu steigern. Ausgelöst wurde der Funk-Boom im Wesentlichen von Musikern und Instrumentalisten bereits bestehender Gruppierungen und Studiobands. Die ersten Versuche hin in diese Richtung vollzogen schwarze Formationen im Windschatten von Psychedelic und progressiver Rockmusik. Sly & the Family Stone waren durch das legendäre Woodstock-Festival 1969 bekannt geworden. Eine weitere Band in dieser Richtung waren die kalifornischen War, die sich zeitweilig mit dem britischen Rock-Urgestein Eric Burdon liierten. Stilprägend für den Funk war allerdings der Live-Sound von James Brown, dessen Stück „Sex Machine“ aus dem Jahr 1970 die Gattung entscheidend mitbegründete. Wichtige Bands des Funk wurden George Clinton mit seinen Bands Parliament und Funkadelic, die aus Chicago stammenden Earth, Wind & Fire, die Ohio Players sowie Kool & the Gang. Eine spezielle Unterrichtung des Funk war schließlich der Funk Jazz, der vor allem im Umfeld einiger Miles-Davis-Musiker wie zum Beispiel Herbie Hancock entwickelt wurde. Stilprägend wirkte sich der Funk schließlich auch auf die Ende der Siebziger neu entstehende Rap- und Hip-Hop-Musik aus.

### Philly Sound und Disco

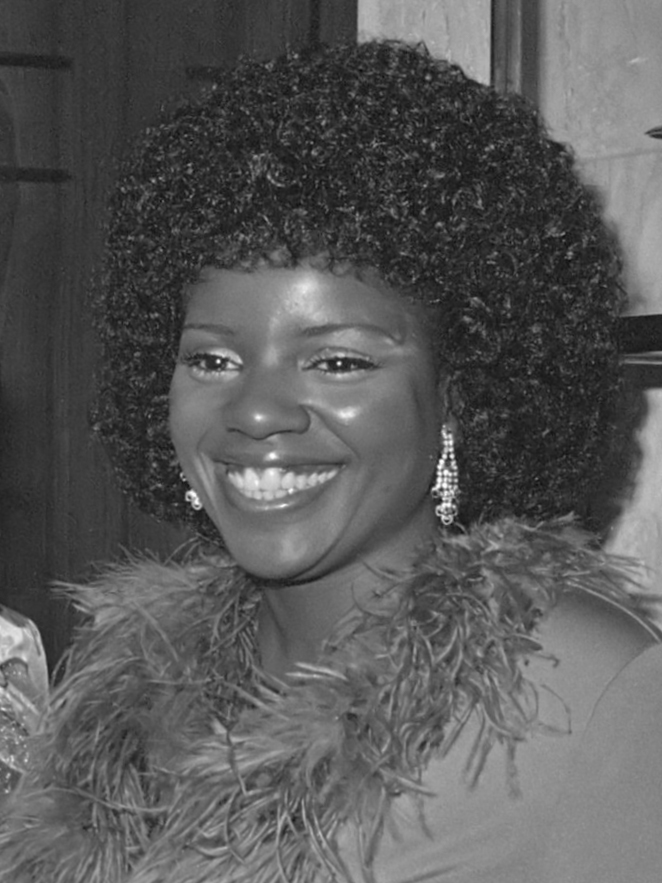
Disco-Sängerin Gloria Gaynor (1976)

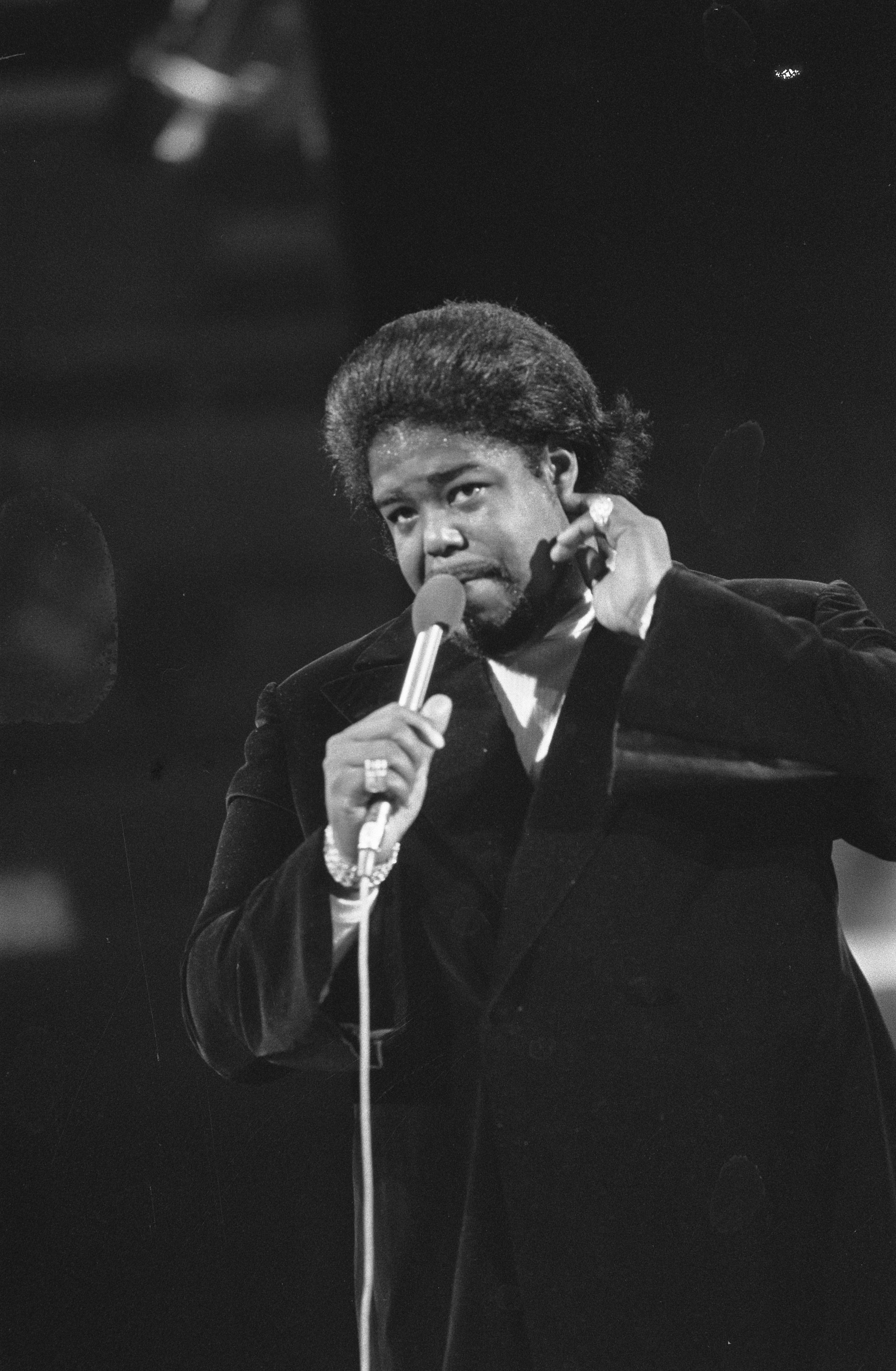
Barry White (1974)

Eine zweite Welle poporientierter Soulmusik startete ab 1972 von Philadelphia aus. Der bekennende Black Muslim Kenny Gamble und sein Partner Leon Huff gründeten ihre Firma Philadelphia International Records unter der Schirmherrschaft der CBS. Bereits 1973 war sie das zweitgrößte von Schwarzen geführte Musikunternehmen in den USA. Ebenso wie bei Atlantic Records, Stax und Motown sorgte auch bei Philadelphia International Records eine hauseigene Studioband für den richtigen Sound. Das Markenzeichen der MFSB-Band (abgekürzt für: Mothers, Fathers, Sisters, Brothers) war eine perfekt produzierte, tanzbare Soul-Variante, die derjenigen von Motown in vielem ähnelte. Von Kritikern wurde der bald als Philly Sound bekannte Stil als Anbiederung an den weißen Mainstream kritisiert. Andererseits entsprachen die nach dem Fließbandprinzip ausgestoßenen Hit-Produktionen der Firma durchaus den Hörbedürfnissen einer prosperierenden schwarzen Mittelschicht.
Die Künstler des Labels belegten in der ersten Hälfte der Siebziger zahlreiche Top-Plätze in den Hitparaden. Unter Vertrag standen bei Gamble und Huff die Three Degrees, Harold Melvin & The Blue Notes sowie ihr Leadsänger Teddy Pendergrass und die bereits seit Ende der Fünfziger existierenden O’ Jays. Bekannte Hits des Labels wurden „Me and Mrs. Jones“ von Billy Paul (1972), „Love Train“ von den O’Jays (1971) und „The Love I Lost“ von Harold Melvin & The Blue Notes (1974). Gloria Gaynor, bekannt geworden durch ihre Coverversion von „Never Can Say Goodbye“ aus dem Jahr 1974, gelang fünf Jahre später der erfolgreiche Brückenschlag zur Disko-Welle mit der Hymne „I Will Survive“.
Der zeitweilige Erfolg des Philly Sounds trug zwar nicht unmaßgeblich bei zur Etablierung der Disko-Welle. Selbst profitieren konnte das Label davon jedoch nur wenig. Das angeschlossene Soundstudio Sigma Sound wurde zwar von unterschiedlichen Musikgrößen wie zum Beispiel Barbra Streisand und Lou Rawls genutzt. Bis Anfang der Achtziger sanken jedoch die Marktanteile von Philadelphia International Records rapide. Das auf die Dauer stereotyp klingende Konzept der Firma war ausgereizt; die Zentren des Soul verlagerten und dezentralisierten sich endgültig. Die nachfolgenden Stilrichtungen Funk, Disko, House und Hip-Hop bewirkten auf lange Sicht schließlich auch eine Generationsablösung innerhalb der schwarzen Musik.

### Soul von den Achtzigern bis heute

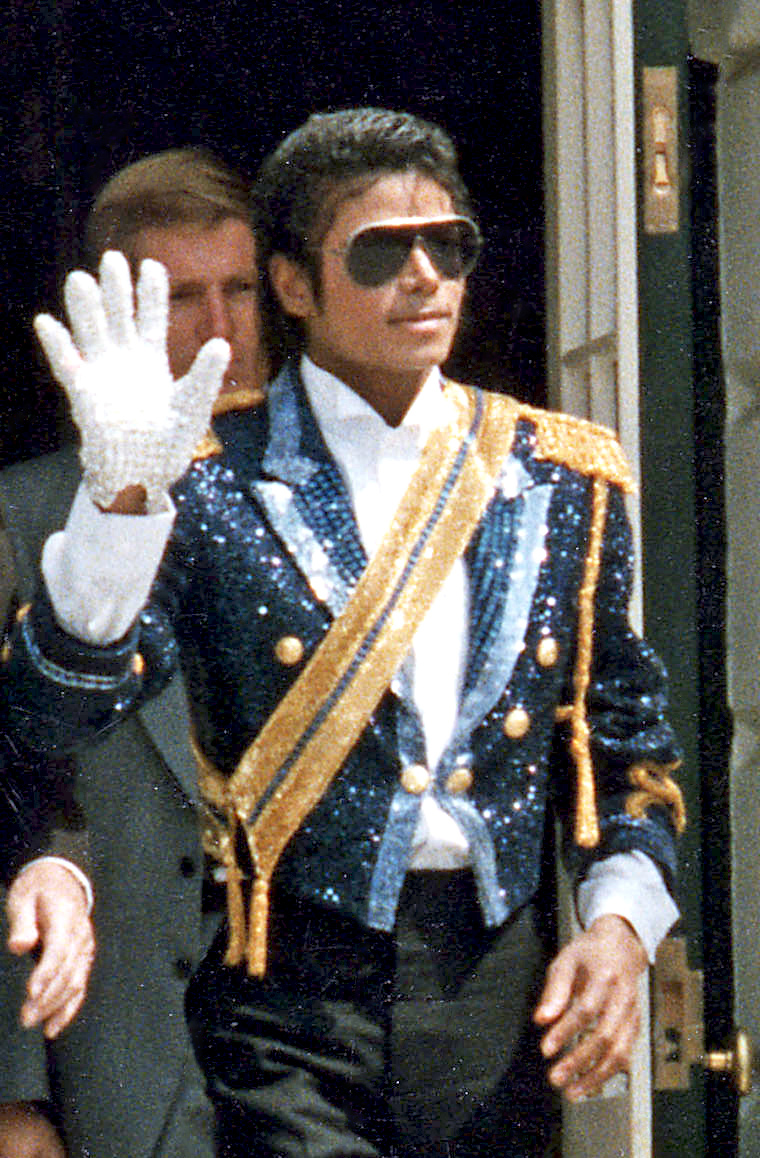
Michael Jackson (1984)

Die Achtziger standen, was schwarze Musik angeht, vor allem im Zeichen von Hip-Hop. Jenseits der Aufmerksamkeit, die diese neue Richtung auf sich zog, gab es jedoch immer wieder bemerkenswerte Einspielungen alter und neuer Künstler. Einige von ihnen forcierten gezielt den Crossover in den weißen Popmarkt. Bemerkenswert ist hier vor allem der Aufstieg von Tina Turner, Prince und Michael Jackson. Allen dreien gelang es, sich als Größen dauerhaft im Popgeschäft zu etablieren. Mit Soul hatte die Musik von Turner, Prince und Jackson zwar nur teilweise etwas zu tun. Zumindest Tina Turner und Michael Jackson hatten sich allerdings im klassischen Rhythm-’n’-Blues- und Soul-Metier hochgearbeitet: Tina Turner zusammen mit ihrem Ex-Mann Ike Turner als Sängerin der Combo Ike & Tina Turner, Michael Jackson als Hauptsänger der Motown-Geschwistergesangsgruppe Jackson Five.
Die klassische Soulmusik steckte Anfang der Achtziger in einer schweren Krise. Eine Folge des Hip-Hop war die Spaltung des schwarzen Amerika in zwei unterschiedliche Welten und Wertsysteme. Auch die kommerziellen Zentren der Soul-Musik verlagerten sich. Während Chicago, Memphis und Detroit für Soul-Produktionen nahezu bedeutungslos wurden, sorgten neue Studios und Labels in New York, Philadelphia und Los Angeles für Nachschub auf dem Soul-Markt. Haupttrend war auch hier der Crossover in Richtung Pop. Kurzfristig lebte auch die alte Stilbezeichnung Rhythm ’n’ Blues neu auf – diesmal als Stilbezeichnung für neuere, tanzbare Soul-Varianten. Als längerlebig erwiesen sich allerdings allgemeinere Begriffe wie Neo Soul oder Urban Soul. Bedeutende Soul-Künstler des neuen, urban ausgerichteten Stils waren Luther Vandross, Freddie Jackson, Shirley Jones, Teena Marie und Anita Baker. Doch auch älteren Soul-Acts wie Gladys Knight & the Pips, Marvin Gaye und Bobby Womack gelang es in dieser Umbruchphase, sich mit neuen Produktionen und Stücken in Erinnerung zu bringen.
Im neuen Jahrtausend hat sich die Soul-Musik dezentralisiert und internationalisiert. Der Begriff „Soul“ kennzeichnet heute nur noch im engeren Sinn die klassische Phase dieser Musikrichtung in den Sechzigern. In der aktuellen Umgangssprache steht er vielmehr übergreifend für eine schwarze Popmusik, die irgendwie „soulful“, also gefühlsbetont daherkommt. Auch die "Rassengrenzen" sind heute weniger bedeutend als früher. Obwohl Soul nach wie vor als „schwarze“ Musikrichtung gilt, wird sie schon seit langem auch von nichtschwarzen Künstlern und Nachwuchs-Interpreten adaptiert.

## Soul außerhalb der USA

### Großbritannien und Westeuropa

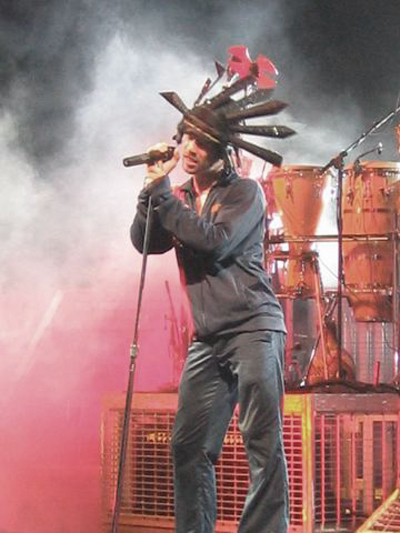
Jamiroquai-Frontman Jay Kay bei einem Auftritt 2005

Insbesondere in Großbritannien kam der neue Stil bereits in den 1960er Jahren gut an. Bereits seit dem Zweiten Weltkrieg waren die kulturellen Bande zwischen den Britischen Inseln und den Vereinigten Staaten besonders eng. Großbritannien verfügte über eine eigene Jazz-Tradition; darüber hinaus wurden insbesondere die neuesten Rock-’n’-Roll- und Rhythm-’n’-Blues-Trends hier frühzeitig adaptiert. Die Übernahme US-amerikanischer Richtungen erfolgte allerdings niemals eins-zu-eins: Auch die Adaption des Soul-Trends hatte von Anfang an eine speziell britische Komponente. Als speziell britische Domäne erwies sich vor allem der sogenannte Blue Eyed Soul. Erste und gleichzeitig bekannteste Künstlerin dieses Genres war die im Londoner Stadtteil Hampstead geborene Dusty Springfield („Son Of A Preacher Man“, 1967). Die „White Queen Of Soul“ hatte im Verlauf der Sechziger mehrere Hits; als legendär gilt ihre in den Vereinigten Staaten eingespielte Platte „Dusty in Memphis“. Auch die Band Simply Red gehört seit Mitte der 1980er Jahre dieser Stilrichtung des Soul an.
In den 1970er Jahren gründeten sich auf der Insel zahlreiche Soul- und Funkgruppen. Obwohl sie teilweise oder gar gänzlich aus weißen Bandmitgliedern bestanden, gelang es ihnen, musikalisch auch über die Landesgrenzen hinaus Furore zu machen. Beispiele für britische Soul Acts in den Siebzigern sind die 1972 in Schottland gegründete, aus Weißen bestehende Average White Band, die aus weißen und schwarzen Menschen bestehende Formation Hot Chocolate, die im Zuge der Disko-Welle größeren Erfolg hatte sowie die Funk-Gruppe Heatwave. Unter den Sängern ist vor allem Billy Ocean hervorzuheben. Er stammte aus Trinidad; seine Single „Love Really Hurts Without You“ erreichte 1976 Platz 2 der britischen Charts. Eddy Grant hatte bereits in den Sechzigern als Mitbegründer der Bubblegum-Gruppe Equals von sich reden gemacht. In den Siebzigern startete er eine Karriere als Solosänger und erzielte 1979 einen Hit mit dem Song „Living On The Frontline“. Furore machte der Soul-Ableger auf den britischen Inseln schließlich auch im Kino. Das typische Milieu einer irischen Soul-Nachwuchsformation schildert der Film „The Commitments“ aus dem Jahr 1992.
In den 1980er Jahren wurde der britische Soul exklusiver und edler. Für den zeitweiligen Hippness-Faktor sorgten Kreuzungen mit anderen Musikstilen, insbesondere Anleihen bei Disco, House, Jazz, Funk, Reggae, Dub und Hip-Hop. Eine spezielle Abart dieser Richtung firmierte zeitweilig unter der Bezeichnung Acid Jazz. Der Crossover zwischen Pop, Jazz und Soul brachte eine angejazzt-aufgeraute Club-Version des Blue Eyed Soul hervor; die bekanntesten Vertreterinnen dieser Richtung waren Carmel, Sarah Jane Morris sowie die gebürtige Nigerianerin Sade. Funk- bzw. Reggae-orientierte Musik spielten darüber hinaus die beiden Formationen Jamiroquai und Level 42. Anfang der 1990er Jahre wurde eine stark von Percussion und tiefen Bassläufen geprägte Form, der sogenannte Clubsoul in den Diskotheken populär. Vorreiter war das Kollektiv Soul II Soul aus London. Auf dem Festland von sich reden machte während der 1990er Jahre schließlich die belgische Band Vaya Con Dios, welche die Traditionslinien Soul, Funk, Rhythm ’n’ Blues, Sinti-Jazz, Musette und Chanson zu einer ganz eigenen Mischung verarbeitete.
Ein eigenes Phänomen innerhalb der Soul-Musik ist der sogenannte Northern Soul. Obwohl der Begriff gelegentlich auch zur Kennzeichnung der Musik nördlicher US-Labels wie etwa Motown verwandt wird, wurde Northern Soul in Europa vor allem durch die Soul-Begeisterung junger britischer Mods in den 1960er Jahren bekannt. Kennzeichnend für die kleine, bis heute jedoch in vielen europäischen Ländern aktive Northern Soul-Szene ist das Sammeln und Importieren gut tanzbarer und seltener Soul-Musik. Die auch in Deutschland vertretene Szene trifft sich vor allem bei speziellen Tanzveranstaltungen, die als Allnighter bezeichnet werden. Ihren Höhepunkt hatte diese Subkultur zwar in den Sechzigern, in den 1980er Jahren wurde sie allerdings reaktiviert und hat bis heute einen überschaubaren, jedoch beständigen Anhängerkreis.

### Soul in Deutschland

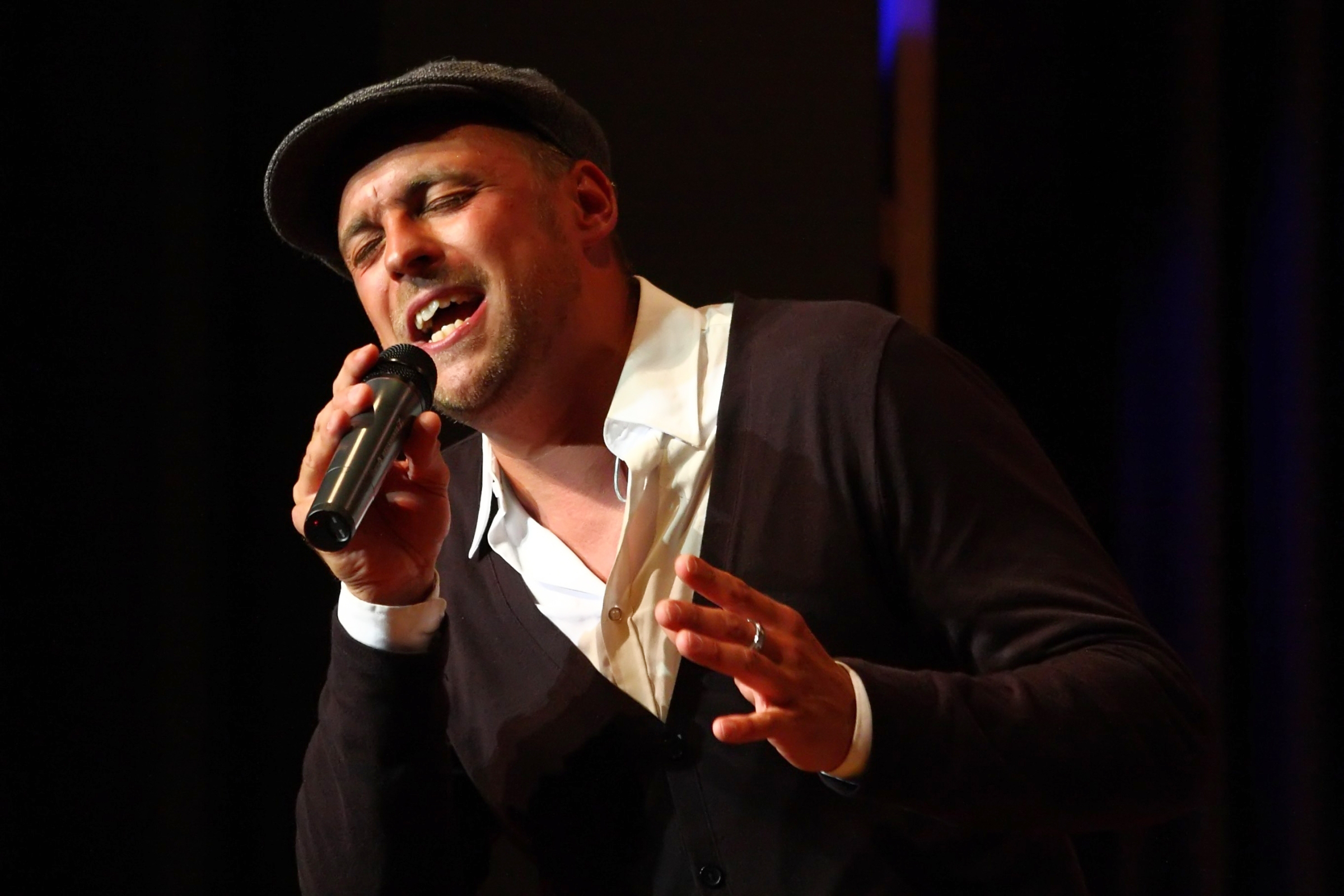
Max Mutzke (2011)

Die Soul-Welle der Sechziger erreichte Deutschland auf zwei Arten: zum einen durch hier stationierte Angehörige der Streitkräfte der Vereinigten Staaten, deren musikalische Vorlieben sich in der alten Bundesrepublik sehr frühzeitig auf das Musikangebot garnisonsnaher Großstadtclubs und Diskotheken auswirkte. Frühe Zentren für schwarze Musik in Deutschland waren vor allem Berlin, Frankfurt am Main, Mannheim, Kaiserslautern, München und Heidelberg. Die eigentliche Soul-Welle erreichte Deutschland jedoch erst im Windschatten angelsächsischer, vor allem britischer Popmusik in den Sechzigern. Ähnlich wie bei der Rockmusik dauerte es jedoch vergleichsweise lange, bis sich eine eigenständige Soul-Szene entwickelte. Die in der DDR existierende Modern Soul Band hatte neben Soul auch Blues und Jazzrock im Repertoire. Ein verstärktes Interesse für schwarze Musik entwickelte sich erst im Zuge der Ausbreitung von Hip-Hop ab Anfang der Neunziger. Ähnlich wie in der Hip-Hop-Szene in den USA wurde ab Ende der Neunziger verstärkt auf Soul-Elemente zurückgegriffen.
Seit Beginn des neuen Jahrtausends kann man auch in Deutschland von einer eigenständigen Soul-Szene sprechen. Oft sind die Interpreten aus der seit Anfang der Neunziger recht regen Hip-Hop-Szene hervorgegangen. Ein schwarzer oder zumindest migrantischer Hintergrund sorgt bei vielen Künstlern des deutschen Soul für zusätzliche Authentizität. Als Produzent und Musiker im Mittelpunkt der Szene steht der Frankfurter Moses Pelham, ehemals Mitglied der Hip-Hop-Formation Rödelheim Hartreim Projekt. Als Soul-Künstler aufzuführen sind die aus dem Pelham-Umfeld stammende Sabrina Setlur, die Sängerin Cassandra Steen, die Formation Glashaus sowie die aus Berlin stammende Joy Denalane. Ein nachhaltiger Erfolg auch im Pop-Markt gelang insbesondere dem gebürtigen Mannheimer Xavier Naidoo. Furore machte neben Xavier Naidoo insbesondere Max Mutzke, der mit seinem Titel „Can’t wait until tonight“ 2004 beim Eurovision Song Contest den achten Platz belegte.
Als der Pate des deutschen Soul wird häufig der Sänger und Produzent Edo Zanki angeführt, der einer der ersten in Deutschland war, der deutsche Texte mit Soul-Elementen kombinierte und sich darüber hinaus als Produzent einiger o. g. Acts verewigen konnte.
Die Soul-Szene in Deutschland präsentiert sich seit der Jahrtausendwende vielgestaltig und lässt sich mit derjenigen in anderen Industrieländern durchaus vergleichen. Verspätet von sich reden macht mittlerweile auch eine vergleichsweise kleine Subkultur von Northern-Soul-Anhängern. Stilistisch ist auch „Soul Music made in Germany“ von einem bunten Crossover geprägt. Als musikalische Einflüsse aufzuführen sind neben klassischen Soul-Elementen insbesondere Hip-Hop sowie Funk, Jazz und Reggae. Für die aktuelle Vielgestaltigkeit schwarzer Musikstile stehen zum einen ambitionierte Projekte wie etwa die Funk-Gruppe Rad, andererseits neue Künstler wie etwa Jan Delay oder J-Luv.

## Genres der Soul-Musik
Die Soul-Musik hat im Laufe der Jahre unterschiedliche Unter-Richtungen und Sub-Strömungen hervorgebracht. Die wichtigsten Stile und Begriffe listet die folgende Aufstellung auf:
- Blue-Eyed Soul: Unter Blue Eyed Soul versteht man die Adaption schwarzer Soul-Musik durch weiße Künstler. Bekannte Interpreten dieser Richtung sind Bill Haley, Elvis Presley, The Four Seasons, Boy George, George Michael, Michael Bolton, Rare Earth und Dusty Springfield.
- Detroit Soul, Motown Soul und Northern Soul: Diese Richtung wurde von Berry Gordy’s Motown-Imperium dominiert. Sie wird oft als der „Motown-Sound“ bezeichnet. Detroit Soul ist sehr rhythmisch und hat Gospel-Einflüsse. Typisch sind hier Handclaps (kurzes mit den Händen klatschen), energetische Basslinien und Violinen, Glocken und andere ungewöhnliche Instrumente. Motowns Hausband waren die Funk Brothers. Weitere Künstler waren unter anderem: Marvin Gaye, The Temptations, The Jackson Five, Stevie Wonder sowie Diana Ross & The Supremes. Northern Soul bezeichnet keine davon zu unterscheidende Soul-Spielart, sondern bei Soul-Enthusiasten im Norden Englands beliebte Künstler und deren Songs, die oft mit den unter Detroit oder Motown Soul einzuordnenden Protagonisten identisch sind. Die Szene in Nordengland besteht ununterbrochen seit den späten 1960er Jahren und zeichnet sich durch eine Vorliebe für rare und wenig bekannte Aufnahmen aus. Eine Bezeichnung eines Songs als Northern Soul hängt also nicht von stilistischen Merkmalen, sondern von der Akzeptanz und Popularität in dieser Szene ab.
- Deutscher Soul: Soul aus Deutschland mit deutschem Text machen Xavier Naidoo und Stefan Gwildis. Soul aus Deutschland mit englischem Text beispielsweise: Pat Fritz und Sarah Connor.
- Memphis Soul: Memphis Soul war eine spezielle Richtung der Label Stax und Hi Records der 1960er und 1970er Jahre. Der Klang war weich, ruhig und melancholisch und enthielt sanfte Bläser, Orgeln und Drums. Zu den bekannteren Künstlern zählen hier Al Green, Sam Cooke, Otis Redding, Wilson Pickett, Sam & Dave und die Band Booker T. & the MG’s, die zusätzlich zu eigenen Veröffentlichungen meist die Begleitband bei den Studioaufnahmen der Sänger war.
- Modern Soul: Der Begriff Modern Soul wurde in England geprägt. Die Musikrichtung kommt aus dem Northern Soul (Detroit/Motown). Als Modern Soul bezeichnet man in England Soulmusik von den frühen 1970ern bis in die frühen 1980er, die tanzbar ist, jedoch nicht in den Funk abdriftet.
- Neo Soul: Eine Mischung aus Vocals im Siebzigerjahre-Style mit Contemporary-R&B Sound, Hip-Hop Beats und Rap Interludes. Künstler waren hier ab Mitte der 1990er unter anderem D’Angelo, Lauryn Hill und Erykah Badu. Später kamen noch andere dazu, unter anderen: Jill Scott, Alicia Keys und Joss Stone.
- Philadelphia Soul: Entstand durch das Philadelphia International Label. Seine Besonderheit war satte Orchestrierung. Bekannte Künstler des Philly Sound sind: The Delfonics, The Three Degrees, Gene McFadden und John Whitehead.
- Psychedelic Soul: Soul erfuhr in den späten Sechzigern eine Überlagerung mit Psychedelic Rock, was den Weg für die spätere Etablierung des Funk bahnte. Bekannte Künstler waren hier unter anderem: Sly & the Family Stone, The Temptations, The Fifth Dimension und Norman Whitfield.
- Rhythm’n’Blues: Gängigerweise kennzeichnet der Sammelbegriff die Unterhaltungsmusik der US-amerikanischen Farbigen vom Ende des Zweiten Weltkriegs bis zum Ende der 1950er Jahre – insbesondere die (schwarzen) Vorformen des Rock’n’Roll. Zeitweilig neu aufgelegt wurde Rhythm’n’Blues als Vermarktungsetikett für einen tanzbaren Stilmix aus Soul, Hip-Hop, Funk und Pop während der Achtziger und frühen Neunziger.
- Southern Soul: Diese Stilrichtung ist treibend und energetisch. Rhythm’n’Blues ist hier mit pulsierendem südstaatlichem Gospel kombiniert. Das bekannteste Label war Stax. Die zwei Hausbands dieses Labels waren erstens Booker T. & the MG’s und zweitens The Memphis Horns. Weitere Künstler: Otis Redding, Wilson Pickett, Rufus Thomas, Sam & Dave, Carla Thomas, William Bell und Eddie Floyd.
- Uptown Soul: Dieser Begriff wird mit der Musik des in New York ansässigen Labels Atlantic Records in Verbindung gebracht. Da viele Atlantic-Künstler jedoch im Süden produzierten, weist die Richtung starke Ähnlichkeiten mit dem Southern Soul oder Memphis Soul auf und wird daher vergleichsweise selten verwandt.
- Brit Soul: Britische Soul-Musik der späten 1980er und 1990er Jahre. Repräsentanten waren Bands wie die Loose Endes, Soul II Soul oder die Sängerin Lisa Stansfield.

## Musikkritik: Einordnung des Soul
Innerhalb der Musikkritik war das Phänomen Soul insbesondere während der Sechziger- und Siebziger-Jahre nicht unumstritten. Weiße, aber auch schwarze Pop-Autoren warfen dem Soul insbesondere Kommerzialisierung der schwarzen Musik sowie einen Ausverkauf an den weißen Mainstream vor. Ein Beispiel hierfür ist die aus dem Insider-Blickpunkt geschriebene Abhandlung des schwarzen Musikautors Nelson George („Der Tod des Rhythm’n’Blues“), die insbesondere mit dem schwarzen Musikbusiness kritisch ins Gericht geht. Auch weiße Autoren – vor allem solche, die sich die gesellschaftsverändernden Ansprüche innerhalb der progressiven Rockmusik zu eigen machten – äußerten sich mitunter in eine ähnliche Richtung: beispielsweise der britische Diskjockey Nik Cohn, dessen Mischung aus pointierter Kritik und Faszination die Haltung vieler linksliberaler aufgeklärter weißer Intellektueller während der späten Sechziger dokumentiert. Seit den Neunzigern ist der kritische Akzent jedoch zunehmend in den Hintergrund getreten und einer Sichtweise gewichen, die die Verdienste des Soul betont bei der Entwicklung einer afroamerikanischen Popmusik. Ausführlich dargelegt wird dieser Entwicklungsstrang insbesondere in dem Sammelband „Chasin’ A Dream“.
Aufzuführen ist schließlich noch eine dritte, von einigen Jazz-Autoren ins Spiel gebrachte Darstellungsweise. Sie beschränkt sich bei der Darstellung des Soul meist auf jene Entwicklungsstränge, die unmittelbar mit der Jazz-Musik in Zusammenhang stehen. Die Tatsache, dass einige Jazz-Autoren den Begriff Soul stark oder sogar ausschließlich für den Jazz vereinnahmten, hat einerseits zu einer gewissen Irritierung bei der Einordnung dieser Stilrichtung geführt. Da diese exklusive Sichtweise in der Pop-Historie jedoch nie Fuß fassen konnte, bildet sie ein eher randständiges Phänomen und spielte bei der historischen Einordnung der Soulmusik der Sechziger und Siebziger kaum noch eine Rolle.

## Film
Soulmusik sowie Soundtracks, die ganz oder teilweise aus Soulmusik bestehen, kommen im Film sehr häufig vor. An dieser Stelle eine kleine Auswahl:
- Shaft. USA 1971; R: Gordon Parks; D: Richard Roundtree u. a. Musik: Isaac Hayes. Blaxploitation-Film um einen schwarzen Detective.
- Superfly. USA 1971; Musik: Curtis Mayfield. Klassischer Blaxploitation-Film; wurde nicht ganz so bekannt wie „Shaft“.
- Die Commitments. Irland/UK/USA 1991; R: Alan Parker; D: Robert Arkins, Michael Aherne, Maria Doyle Kennedy u. a. Musik: The Commitments. Spielfilm über eine irische Nachwuchs-Soulband Anfang der Achtziger.
- Blues Brothers. USA 1980; R: John Landis; D: John Belushi, Dan Aykroyd, Cab Calloway, Aretha Franklin, James Brown, John Lee Hooker u. a. Bekannte Action-Komödie mit viel Musik, die mehrere Nachfolge-Filme nach sich zog.
- Jackie Brown. USA 1997; R: Quentin Tarantino; D: Pam Grier, Samuel L. Jackson, Robert Forster, Bridget Fonda, Robert De Niro u. a. Krimi-Verfilmung mit viel schwarzer Musik sowie der ehemaligen Blaxploitation-Schauspielerin Pam Grier.
- Warming By The Devil’s Fire. USA 2003; R: Charles Burnett. Dokumentarfilm über den Rhythm’n’Blues der Fünfziger und Sechziger.
- The Fighting Temptations. USA 2003; G: Musik, Komödie; R: Jonathan Lynn; B: Saladin K. Patterson, Elizabeth Hunter; P: David Gale, Benny Medina, Jeff Pollack; D: Cuba Gooding Jr., Mike Epps, Beyoncé Knowles, Steve Harvey, LaTanya Richardson, Wendell Pierce.
- Vier Brüder. USA 2005; G: Action-Drama; R: John Singleton; B: David Elliot & Paul Lovett; P: Lorenzo di Bonaventura; M: David Arnold; D: Schauspieler: Mark Wahlberg, Tyrese Gibson, Andre Benjamin, Garrett Hedlund, Sofía Vergara, Musik: Motownsoul (Marvin Gaye, Four Tops, Temptations, …). Im verschneiten Detroit spielender Action-Gangster-Film um vier ungleiche Brüder, die den Tod ihrer Adoptivmutter rächen wollen.